# Marée rose
Pour l'équivalent de droite, voir Vague conservatrice.
La marée rose (espagnol : marea rosa ; portugais : onda rosa), ou le tournant à gauche (espagnol : giro a la izquierda ; portugais : virada à esquerda), est une vague politique et un virage vers des gouvernements de gauche en Amérique latine au début du XXIe siècle. Les deux expressions sont utilisées dans les analyses politiques des médias et ailleurs pour désigner une évolution vers des politiques plus progressistes sur le plan économique ou social dans la région,,. Ces gouvernements ont été qualifiés de « centre gauche », « de gauche » et « sociaux-démocrates radicaux ». Ils sont également membres du Forum de São Paulo, une conférence de partis politiques de gauche et d'autres organisations des Amériques.
Les pays d'Amérique latine considérés comme faisant partie de cette tendance idéologique ont été appelés « nations de la marée rose », les termes « post-néolibéralisme » ou « socialisme du XXIe siècle » étant également utilisés pour décrire le mouvement. Certains éléments du mouvement ont inclus le rejet du consensus de Washington, tandis que certains gouvernements de la marée rose, comme ceux d'Argentine, du Brésil et du Venezuela, ont été diversement caractérisés comme étant « antiaméricains »,,, enclins au populisme,,, et autoritaire, en particulier dans le cas du Nicaragua et du Venezuela dans les années 2010, bien que de nombreux autres pays soient restés démocratiques.
La marée rose a été suivie par la « vague conservatrice », un phénomène politique qui a émergé au début des années 2010 en réaction directe. Certains auteurs ont proposé plusieurs marées roses distinctes plutôt qu'une seule, la première marée rose ayant eu lieu à la fin des années 1990 et au début des années 2000,, et une seconde marée rose englobant les élections de la fin des années 2010 au début des années 2020,. Le Mexique en 2018 et l'Argentine en 2019 ont donné le coup d'envoi de la résurgence de la marée rose, suivis par la Bolivie en 2020, puis le Pérou, le Honduras et le Chili en 2021, et enfin la Colombie et le Brésil en 2022,,, la Colombie élisant le premier président de gauche de son histoire,, En 2023, le candidat de centre gauche Bernardo Arévalo remporte une victoire surprise au Guatemala,.

## Contexte

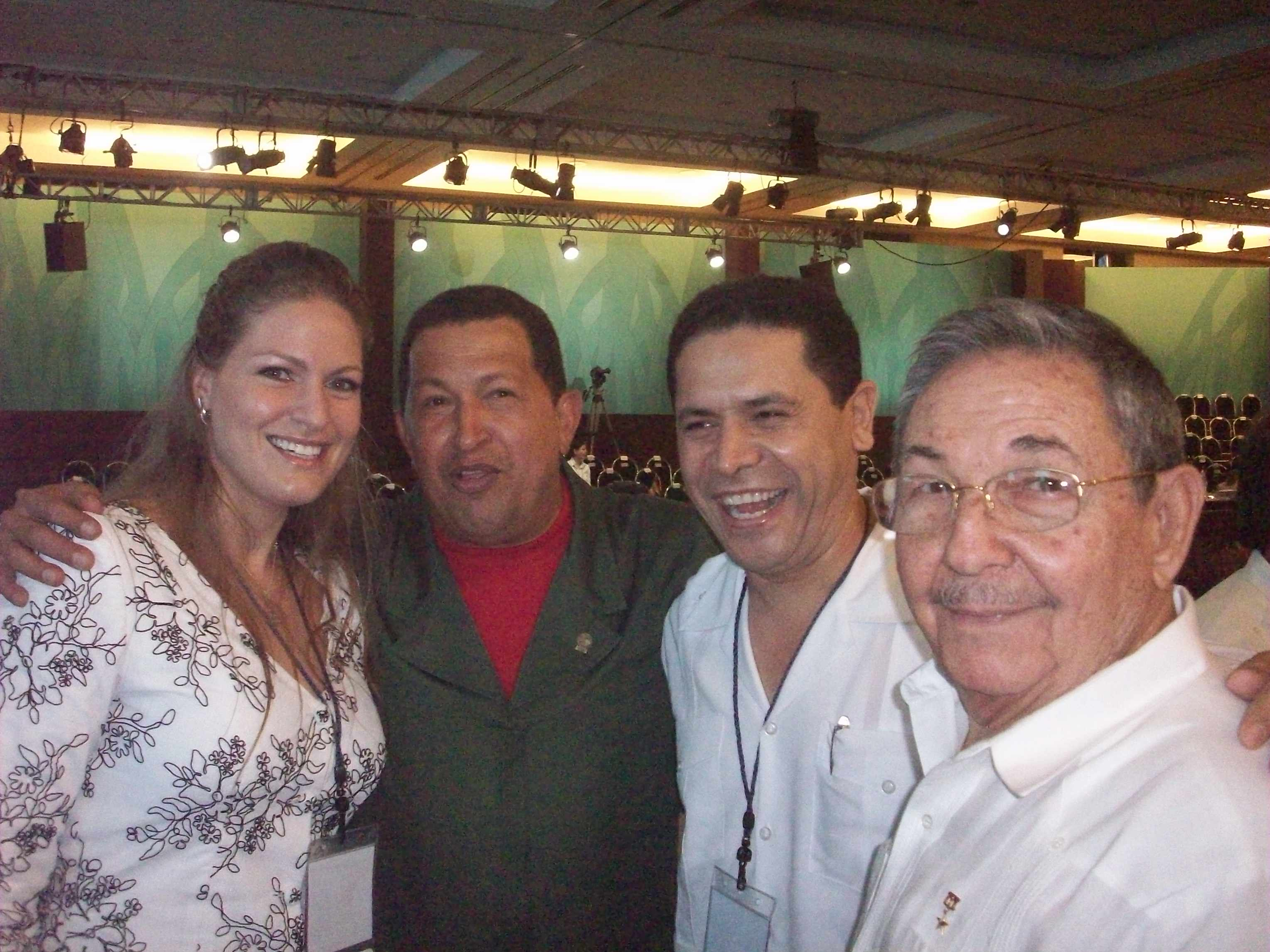
Raúl Castro de Cuba et Hugo Chávez du Venezuela, 2010. Chávez était le chef de file de la marée rose.

Pendant la Guerre froide, une série de gouvernements de gauche ont été élus en Amérique latine. Ces gouvernements ont été confrontés à des coups d'État soutenus par le gouvernement des États-Unis dans le cadre de leurs intérêts géostratégiques dans la région,,. Il s'agit notamment du coup d'État guatémaltèque de 1954, du coup d'État brésilien de 1964, du coup d'État chilien de 1973 et du coup d'État argentin de 1976. Tous ces coups d'État ont été suivis par des dictatures militaires de droite soutenues et parrainées par les États-Unis dans le cadre de l'opération Condor,,.
Ces régimes autoritaires ont commis plusieurs violations des droits de l'homme, notamment des emprisonnements politiques illégaux, des tortures, des disparitions forcées et des trafics d'enfants. Alors que ces régimes commençaient à décliner sous la pression internationale, les protestations internes de la population des États-Unis, en raison de leur implication dans les atrocités, ont contraint Washington à renoncer à son soutien à ces régimes. De nouveaux processus démocratiques ont vu le jour à la fin des années 1970 jusqu'au début des années 1990.
À l'exception du Costa Rica, pratiquement tous les pays d'Amérique latine ont connu au moins une fois un dictateur soutenu par les États-Unis: Fulgencio Batista à Cuba, Rafael Trujillo en République dominicaine, la famille Somoza au Nicaragua, Tiburcio Carias Andino au Honduras, Carlos Castillo Armas et Efraín Ríos Montt au Guatemala, Jaime Abdul Gutiérrez (en) au Salvador, Manuel Noriega au Panama, Hugo Banzer en Bolivie, Juan María Bordaberry en Uruguay, Jorge Rafael Videla en Argentine, Augusto Pinochet au Chili, Alfredo Stroessner au Paraguay, François Duvalier en Haïti, Artur da Costa e Silva et son successeur Emílio Garrastazu Médici au Brésil, Manuel Odría et Alberto Fujimori au Pérou, le Parti révolutionnaire institutionnel au Mexique, Laureano Gómez et Rojas Pinilla en Colombie, et Marcos Pérez Jiménez au Venezuela. Cela a provoqué un fort sentiment antiaméricain dans de larges secteurs de la population,,.

## Histoire

### Ascension de la gauche: Années 1990 et 2000
À la suite de la troisième vague de démocratisation des années 1980, l'institutionnalisation de la compétition électorale en Amérique latine permet à la gauche d'accéder au pouvoir. Pendant une grande partie de l'histoire de la région, la compétition électorale formelle a exclu les mouvements de gauche, d'abord par le biais d'un suffrage limité, puis par l'intervention militaire au cours de la seconde moitié du XXe siècle. La dissolution de l'Union soviétique et la fin de la Guerre froide ont modifié l'environnement géopolitique, car de nombreux mouvements révolutionnaires ont disparu et la gauche s'est ralliée aux principes fondamentaux du capitalisme. À leur tour, les États-Unis n'ont plus perçu les gouvernements de gauche comme une menace pour la sécurité, ce qui a créé une ouverture politique pour la gauche.
Dans les années 1990, alors que l'élite latino-américaine ne craint plus une prise de contrôle communiste de ses actifs, la gauche exploite cette opportunité pour consolider sa base, se présenter aux élections locales et acquérir de l'expérience en matière de gouvernance au niveau local. À la fin des années 1990 et au début des années 2000, les premières tentatives infructueuses de la région avec les politiques néolibérales de privatisation, de réduction des dépenses publiques et des investissements étrangers ont laissé les pays avec des niveaux élevés de chômage, d'inflation et d'inégalité sociale croissante.
Cette période voit un nombre croissant de personnes travailler dans l'économie informelle et souffrir d'insécurité matérielle, et les liens entre les classes populaires et les partis politiques traditionnels s'affaiblir, ce qui entraîne une augmentation des protestations de masse contre les effets sociaux négatifs de ces politiques. Les piqueteros argentins, ou bien les mouvements indigènes et paysans de Bolivie, enracinés parmi les petits cultivateurs de coca, ou cocaleros, dont l'activisme a culminé lors de la guerre du gaz du début au milieu des années 2000, ont été les plus actifs. Les plateformes sociales de la gauche, axées sur le changement économique et les politiques de redistribution, ont offert une alternative attrayante qui a mobilisé de vastes secteurs de la population dans toute la région, conduisant à l'élection de dirigeants de gauche.

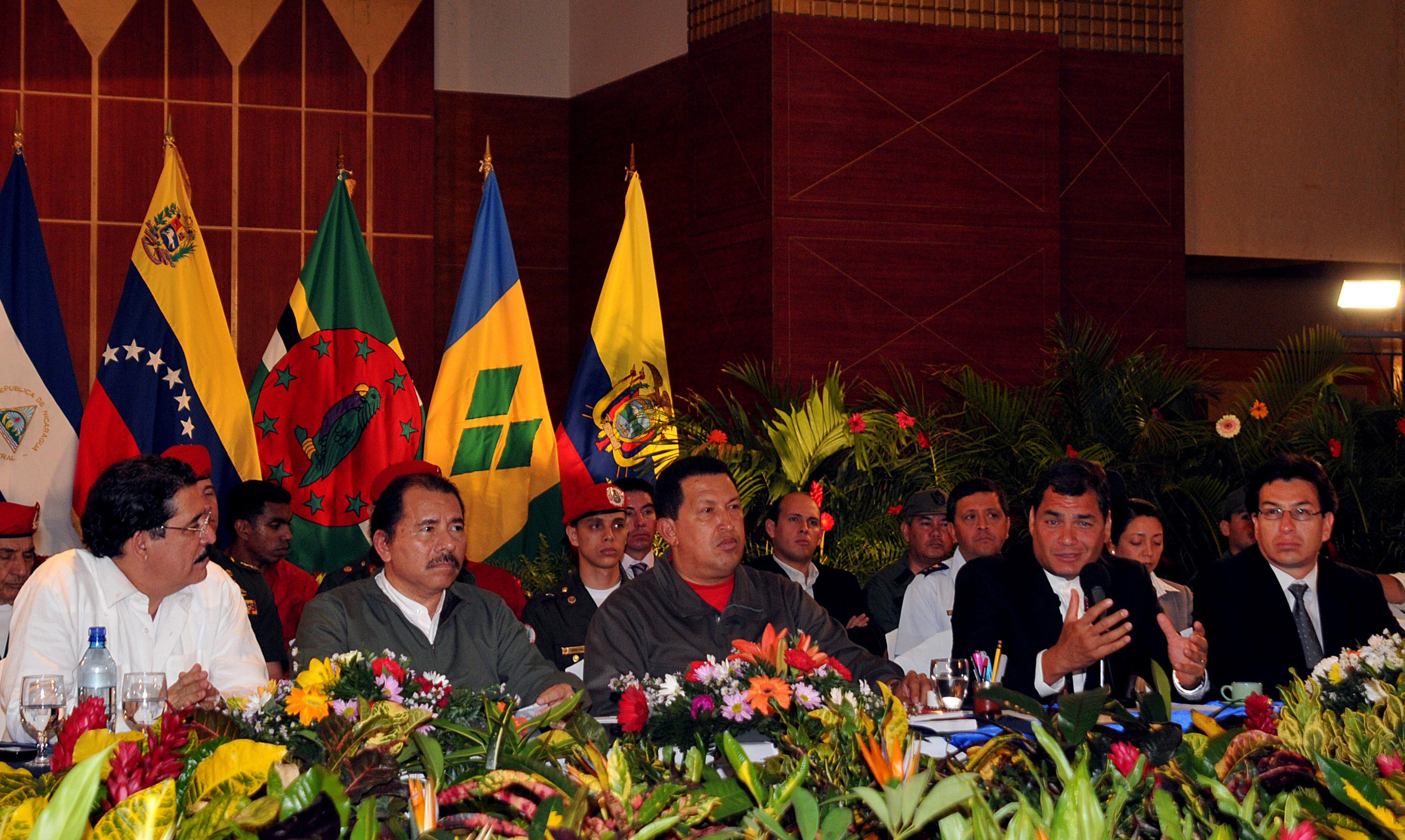
L'ALBA est fondée par des dirigeants populistes de gauche tels que le révolutionnaire nicaraguayen Daniel Ortega, le président vénézuélien Hugo Chávez et le président bolivien Evo Morales.

La marée rose est menée par le Vénézuélien Hugo Chávez, élu à la présidence en 1998. Selon Cristina Fernández de Kirchner, elle-même présidente lors de la marée rose, Chávez au Venezuela (intronisé en 1999), Luiz Inácio Lula da Silva au Brésil (intronisé en 2003) et Evo Morales en Bolivie (intronisé en 2006) étaient les « trois mousquetaires » de la gauche en Amérique du Sud. Les politiques nationales de la gauche en Amérique latine sont divisées entre les styles de Chávez et Lula, ce dernier ne se concentrant pas seulement sur les personnes touchées par les inégalités, mais aussi sur les entreprises privées et le capitalisme mondial.

#### Boom des matières premières et croissance
Face aux difficultés rencontrées par les marchés émergents du monde entier à l'époque, les Latino-américains se détournent de l'économie libérale et élisent des dirigeants de gauche s'étant récemment tournés vers des processus plus démocratiques. La popularité de ces gouvernements de gauche repose sur leur capacité à utiliser le boom des matières premières des années 2000 (en) pour lancer des politiques populistes,, tels que celles mises en place par le gouvernement bolivarien au Venezuela. Selon Daniel Lansberg, cela a entraîné « des attentes élevées de la part de l'opinion en ce qui concerne la poursuite de la croissance économique, les subventions et les services sociaux ». La Chine devenant en même temps une nation plus industrialisée et ayant besoin de ressources pour son économie croissante, elle profite des relations tendues avec les États-Unis pour s'associer aux gouvernements de gauche d'Amérique latine,. L'Amérique du Sud, en particulier, connaît d'abord une baisse des inégalités et une croissance de son économie grâce aux exportations de matières premières vers la Chine.
Avec la baisse des prix des matières premières dans les années 2010 et les dépenses importantes des gouvernements de la « marée rose », les politiques sont devenues difficiles à soutenir et ses partisans sont devenus désenchantés, ce qui a finalement conduit au rejet des gouvernements de gauche,. Les analystes indiquent que ces politiques éphémères étaient plus évidentes en Argentine, au Brésil, en Équateur et au Venezuela,, ayant reçu des fonds chinois sans contrepartie,. En conséquence, certains spécialistes ont déclaré que l'essor et le déclin de la « marée rose » étaient un « sous-produit de l'accélération et du déclin du cycle des matières premières ».
Certains gouvernements de la marée rose, comme la Bolivie, l'Équateur et le Venezuela, auraient ignoré les sanctions internationales contre l'Iran, permettant au gouvernement iranien d'accéder à des fonds en contournant les sanctions ainsi qu'à des ressources telles que l'uranium pour son programme nucléaire.

### Fin du boom des matières premières et déclin: Années 2010

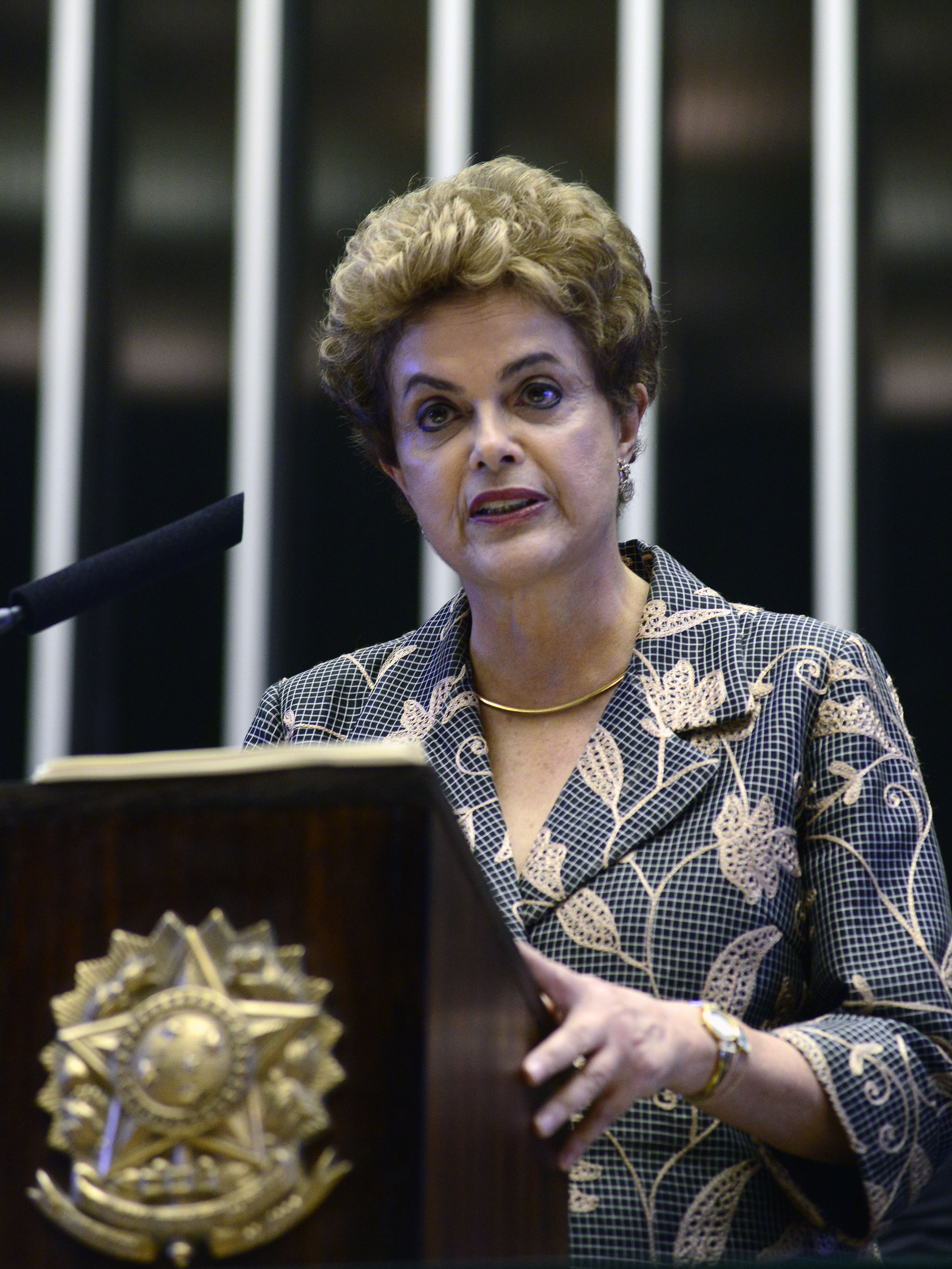
La destitution de Dilma Rousseff a donné naissance à la vague conservatrice dans les années 2010.

Selon Michael Reid dans le magazine américain Foreign Affairs, Chávez, qui était considéré comme ayant des « rêves de domination continentale », était considéré comme une menace par son propre peuple, son influence ayant atteint son apogée en 2007. La popularité de Chávez a diminué après que sa dépendance à l'égard des recettes pétrolières a entraîné le Venezuela dans une crise économique et qu'il est devenu de plus en plus autoritaire.
La mort d'Hugo Chávez (en) en 2013 a laissé l'aile la plus radicale sans leader clair, car Nicolás Maduro n'avait pas l'influence internationale de son prédécesseur. Au milieu des années 2010, les investissements chinois en Amérique latine ont également commencé à diminuer, en particulier à la suite du krach boursier de 2015. En 2015, l'éloignement de la gauche s'est accentué en Amérique latine, The Economist affirmant que la marée rose avait reflué, et Vice News a déclaré que 2015 était « l'année de la fin de la « marée rose» ». Lors de l'élection présidentielle argentine de 2015, la favorite Cristina Fernández de Kirchner est battue par son adversaire de centre droit Mauricio Macri, dans un contexte de hausse de l'inflation, de récession et de baisse des prix du soja, produit d'exportation clé pour le pays, ce qui a entraîné une diminution des recettes publiques et des dépenses sociales.
Peu après, la mise en accusation de la présidente brésilienne Dilma Rousseff commence, aboutissant à sa destitution. En Équateur, le président sortant Rafael Correa a pour successeur son vice-président, Lenín Moreno, qui remporte une courte victoire lors des élections générales équatoriennes de 2017, une victoire qui a suscité une réaction négative de la part des milieux d'affaires dans le pays et à l'étranger : toutefois, après son élection, Moreno infléchit ses positions vers la droite, ce qui amène Correa à qualifier son ancien adjoint de « traître » et de « loup déguisé en agneau »,.
En 2016, le déclin de la marée rose voit l'émergence d'une « nouvelle droite » en Amérique latine, le New York Times déclarant que « les remparts de la gauche en Amérique latine semblent s'effondrer en raison de la corruption généralisée, du ralentissement de l'économie chinoise et des mauvais choix économiques », le journal précisant que les dirigeants de gauche n'ont pas diversifié l'économie, qu'ils ont adopté des politiques sociales non viables et qu'ils ont ignoré les comportements démocratiques. À la mi-2016, la Harvard International Review considère que « l'Amérique du Sud, bastion historique du populisme, a toujours eu un penchant pour la gauche, mais la prédilection du continent pour un welfarisme insoutenable pourrait être sur le point de connaître une fin dramatique ».
Le candidat d'extrême droite Jair Bolsonaro est élu au Brésil lors des élections générales brésiliennes de 2018, dotant le Brésil de son gouvernement le plus à droite depuis la dictature militaire.

### Résurgence à la fin des années 2010 et au début des années 2020
Certains pays se sont toutefois opposés à cette tendance et ont élu des dirigeants plus à gauche, comme le Mexique avec la victoire électorale d'Andrés Manuel López Obrador en 2018, et l'Argentine où le président sortant de centre droit Mauricio Macri a perdu contre l'opposant de centre gauche Alberto Fernández (Péroniste) lors de l'élection présidentielle argentine de 2019,,. Cette évolution est ensuite renforcée par la victoire écrasante du Mouvement vers le socialisme en Bolivie et de son candidat à la présidence, Luis Arce, lors des élections générales de 2020,.
Une série de manifestations violentes contre les mesures d'austérité et les inégalités de richesse éparpillées en Amérique latine ont également eu lieu au cours de cette période au Chili, en Colombie (en 2019 et 2021), à Haïti et en Équateur,.
Cette tendance se poursuit en 2021 et 2022, lorsque de nombreux dirigeants de gauche remportent les élections en Amérique latine. Lors des élections générales de 2021, le Pérou élit le leader franc-tireur du syndicat paysan Pedro Castillo sur un programme socialiste, battant ses rivaux néolibéraux. Lors des élections générales honduriennes de 2021 tenues en novembre, la présidente de gauche Xiomara Castro est élue présidente du Honduras, et quelques semaines plus tard, Gabriel Boric remporte l'élection présidentielle chilienne et devient le nouveau président du Chili. L'élection présidentielle colombienne de 2022 est remportée par le candidat de gauche Gustavo Petro, faisant de lui le premier président de gauche de la Colombie en 212 ans d'histoire,. Lula lui emboîte le pas lors des élections brésiliennes d'octobre 2022 en revenant au pouvoir après avoir battu de justesse Bolsonaro.
Depuis la mi-2022, certains commentateurs politiques suggèrent que la deuxième vague rose d'Amérique latine pourrait se dissiper, citant l'impopularité de Gabriel Boric et le référendum constitutionnel chilien de 2022,, la destitution de Pedro Castillo, l'évolution de nombreux élus vers le centre de l'échiquier politique et l'élection du conservateur Santiago Peña en tant que président du Paraguay en 2023.
En 2023, le Guatemala élit un président de centre gauche, Bernardo Arévalo,. Toujours en 2023, l'Argentine a élu - pour la première fois dans l'histoire du pays - un candidat d'extrême droite, Javier Milei, au poste de président, à l'issue des élections du 19 novembre (en).

#### Développement économique et social
Les gouvernements de la marée rose ont cherché à améliorer le bien-être des électeurs qui les ont portés au pouvoir, ce qu'ils ont tenté de faire par le biais de mesures visant à augmenter les salaires, telles que l'augmentation du salaire minimum, et à atténuer les effets des politiques économiques néolibérales en augmentant les dépenses de protection sociale, telles que la subvention des services de base et la fourniture de transferts en espèces aux groupes vulnérables tels que les chômeurs, les mères en dehors de l'emploi formel, et le précariat. Au Venezuela, le premier gouvernement de marée rose de Chávez a augmenté les dépenses en matière de protection sociale, de logement et d'infrastructures locales, a mis en place les missions bolivariennes, des programmes décentralisés qui fournissent des services gratuits dans des domaines tels que les soins de santé et l'éducation, ainsi qu'une distribution de nourriture subventionnée.

##### Brésil
Avant l'élection de Lula, le Brésil souffrait de l'un des taux de pauvreté les plus élevés des Amériques, avec les tristement célèbres favelas connues internationalement pour leurs niveaux d'extrême pauvreté, de malnutrition et de problèmes de santé. L'extrême pauvreté était également un problème dans les zones rurales. Pendant la présidence de Lula, plusieurs programmes sociaux tels que Fome Zero (« Faim Zéro ») ont été salués au niveau international pour avoir réduit la faim au Brésil, la pauvreté et les inégalités, tout en améliorant la santé et l'éducation de la population,. Environ 29 millions de personnes ont accédé à la classe moyenne pendant les huit années de mandat de Lula. Sous le gouvernement de Lula, le Brésil est devenu une puissance économique et un membre des BRICS,. Lula a terminé son mandat avec un taux d'approbation de 80 %.

##### Argentine
En Argentine, les administrations de Néstor Kirchner et de Cristina Fernández de Kirchner rétablissent la négociation collective sectorielle (en), renforçant les syndicats : le taux de syndicalisation est passé de 20 % de la main-d'œuvre dans les années 1990 à 30 % dans les années 2010, et les salaires ont augmenté pour une proportion croissante de la classe ouvrière. L'allocation universelle par enfant (en), un programme de transfert conditionnel d'argent, est introduite en 2009 pour les familles sans emploi formel et gagnant moins que le salaire minimum qui s'assurent que leurs enfants vont à l'école, reçoivent des vaccins et passent des examens de santé; elle couvre plus de deux millions de familles pauvres en 2013, et 29 % de tous les enfants argentins en 2015. Une analyse réalisée en 2015 par le personnel du Conseil national de la recherche scientifique et technique d'Argentine estime que le programme a augmenté de 3,9 % la fréquentation scolaire des enfants âgés de 15 à 17 ans. Les Kirchner ont également augmenté les dépenses sociales de manière significative : lorsque Fernández de Kirchner quitte le pouvoir en 2015, l'Argentine a le deuxième plus haut niveau de dépenses sociales en pourcentage du PIB en Amérique latine, derrière le Chili. Leurs administrations ont également permis de réduire de 20 points la proportion de la population vivant avec trois dollars américains par jour ou moins. En conséquence, l'Argentine est également devenue l'un des pays les plus égalitaires de la région d'après son coefficient de Gini.

##### Bolivie
En Bolivie, le gouvernement de Morales est salué au niveau international pour la réduction de la pauvreté et l'augmentation de la croissance économique, et l'amélioration de la situation des indigènes, des femmes et des droits LGBT, dans la société bolivienne très traditionnelle. Au cours des cinq premières années de son mandat, le coefficient de Gini de la Bolivie connaît une réduction inhabituellement forte, passant de 0,6 à 0,47, ce qui indique une baisse significative de l'inégalité des revenus.

##### Équateur et Paraguay
Rafael Correa, économiste de l'université de l'Illinois, remporte les élections générales équatoriennes de 2006 après la grave crise économique et les troubles sociaux qui ont entraîné la démission du président Lucio Gutiérrez. Correa, un catholique pratiquant influencé par la théologie de la libération, a adopté une approche économique pragmatique, à l'instar de Morales en Bolivie. L'Équateur a rapidement connu une croissance économique sans précédent qui a renforcé la popularité de Correa au point qu'il a été le président le plus populaire des Amériques pendant plusieurs années consécutives, avec un taux d'opinion favorable entre 60 et 85 %. Au Paraguay, le gouvernement de Lugo est salué pour ses réformes sociales, notamment ses investissements dans les logements sociaux, l'introduction de la gratuité des soins dans les hôpitaux publics, l'introduction de transferts en espèces pour les citoyens les plus pauvres du pays et les droits indigènes.

##### Résultats
Parmi les premiers résultats obtenus après l'élection des premiers gouvernements de la marée rose en Amérique latine, on peut citer la réduction de l'écart de revenus, du chômage et de l'extrême pauvreté, de la malnutrition et de la faim,, et l'augmentation rapide de l'alphabétisation. La diminution de ces indicateurs au cours de la même période a été plus rapide que dans les gouvernements n'ayant pas connu de marée rose. Plusieurs pays dirigés par des gouvernements de gauche, comme la Bolivie, le Costa Rica, l'Équateur,, le Salvador et le Nicaragua entre autres, ont connu une croissance économique notable au cours de cette période. La Bolivie et le Salvador ont également connu une réduction notable de la pauvreté selon la Banque mondiale,. Des pays comme l'Argentine, le Brésil et le Venezuela ont connu des difficultés économiques en raison de la baisse des prix du pétrole et des matières premières et de leurs politiques non soutenables à long terme, selon les analystes,,. En ce qui concerne la situation économique, le président du Dialogue interaméricain, Michael Shifter, a déclaré : « Le dégel américano-cubain s'est produit lorsque Cuba s'est rapproché des États-Unis alors que son principal partenaire international, le Venezuela, commençait à connaître des difficultés économiques »,.

## Résultats politiques
Après le lancement des politiques de la marée rose, les relations entre les gouvernements de gauche et de droite avec l'opinion ont changé Lorsque les gouvernements de gauche ont pris le pouvoir dans la région, la hausse des prix des matières premières a permis de financer leurs politiques sociales, qui ont réduit les inégalités et favorisé le respect des droits des populations indigènes. Les politiques de ces gouvernements durant les années 2000 ont fini par perdre de leur popularité, ce qui a entraîné l'élection de gouvernements plus conservateurs dans les années 2010. Certains analystes politiques considèrent que les conséquences de la marée rose ont modifié la position de l'échiquier politique latino-américain, obligeant les candidats de droite et les gouvernements qui leur succèdent à adopter également au moins quelques politiques sociales.
Sous l'administration Obama, qui a adopté une approche moins interventionniste dans la région après avoir reconnu que l'ingérence ne ferait que renforcer la popularité des dirigeants populistes de la marée rose comme Chávez, l'opinion des Latino-Américains sur les États-Unis a commencé à s'améliorer également. Au milieu des années 2010, « les opinions négatives à l'égard de la Chine étaient largement répandues » en raison des conditions inférieures aux normes des produits chinois, des différences culturelles, des dommages causés à l'environnement latino-américain et des perceptions de l'interventionnisme chinois.

## Étymologie
Le terme marée rose est devenu important dans les discussions contemporaines sur la politique latino-américaine au début du XXIe siècle. L'origine du terme peut être liée à une déclaration de Larry Rohter (en), journaliste du New York Times à Montevideo, qui a caractérisé l'élection de Tabaré Vázquez en Uruguay en 2004 comme « pas tant une marée rouge [...] qu'une marée rose ». Le terme semble être un jeu de mots basé sur la marée rouge - un phénomène biologique de prolifération d'algues, plutôt que politique - avec le rouge, une couleur longtemps associée au communisme, en particulier dans le cadre de la Peur rouge et de la Reductio ad Stalinum aux États-Unis, remplacée par le ton plus clair du rose pour indiquer les idées socialistes plus modérées qui se sont renforcées.
Malgré la présence d'un certain nombre de gouvernements latino-américains menant une politique de gauche, il est difficile de classer les États latino-américains « selon les tendances politiques dominantes », comme la distinction entre États rouges et États bleus aux États-Unis. Bien que ce changement politique soit difficile à quantifier, ses effets ont été largement remarqués. Selon l'Institute for Policy Studies, un think tank de gauche basé à Washington, D.C., les réunions de 2006 du Sommet sud-américain des Nations et du Forum social pour l'intégration des peuples ont démontré que certaines discussions qui se déroulaient en marge du discours dominant du néolibéralisme se sont déplacées vers le centre de la sphère publique et du débat.
Dans le livre de 2011 intitulé The Paradox of Democracy in Latin America: Ten Country Studies of Division and Resilience (en français : Le paradoxe de la démocratie en Amérique latine : dix études nationales sur la division et la résilience), Isbester déclare : « En fin de compte, l'expression 'marée rose' n'est pas un outil analytique utile, car elle englobe un éventail trop large de gouvernements et de politiques. Elle inclut ceux qui renversent activement le néolibéralisme (Chávez et Morales), ceux qui réforment le néolibéralisme (Lula), ceux qui tentent un mélange confus des deux (les Kirchner et Correa), ceux qui ont une rhétorique mais qui n'ont pas la capacité d'accomplir grand-chose (Toledo), et ceux qui utilisent une rhétorique anti-néolibérale pour consolider le pouvoir par des mécanismes non démocratiques (Ortega) ».

## Réception

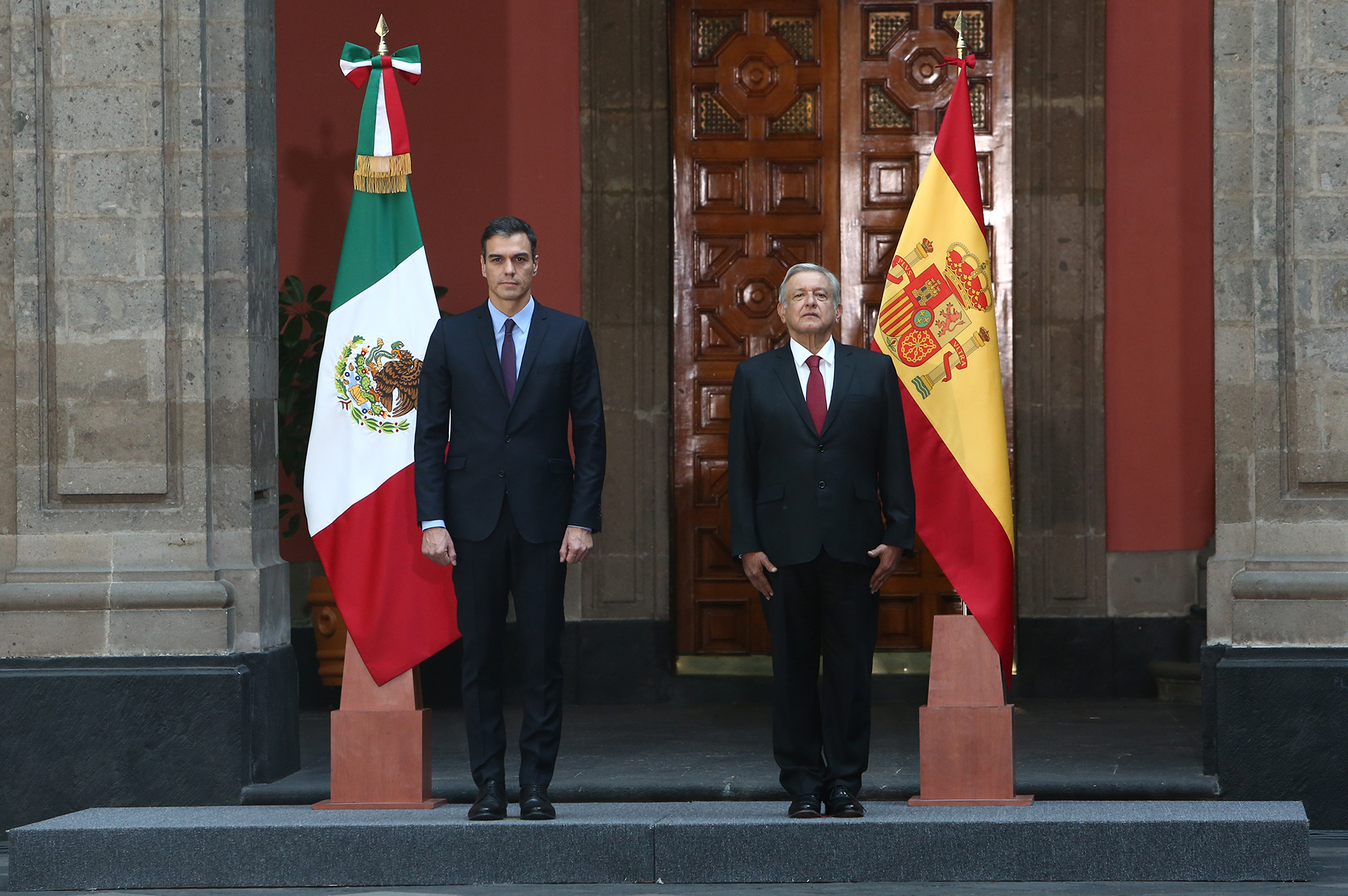
Andrés Manuel López Obrador et Pedro Sánchez en janviery 2019

En 2006, The Arizona Republic a reconnu la montée de la marée rose, déclarant : « Il y a quelques décennies, la région, longtemps considérée comme faisant partie de l'arrière-cour des États-Unis, bénéficiait d'une résurgence de la démocratie, renvoyant les despotes militaires dans leurs casernes », reconnaissant en outre la « défaveur » des États-Unis et les préoccupations des responsables américains face à « une vague de dirigeants nationalistes et de gauche traversant l'Amérique latine dans une 'marée rose' ». Un rapport de 2007 de l'agence de presse Inter Press Service indique que « les résultats des élections en Amérique latine semblent avoir confirmé une tendance populiste de gauche et anti-américaine - la 'marée rose' - qui [...] menace sérieusement l'effort antidrogue de Washington dans les Andes, qui se chiffre en milliards de dollars ». En 2014, Albrecht Koschützke et Hajo Lanz, directeurs de la Fondation Friedrich-Ebert pour l'Amérique centrale, ont évoqué « l'espoir d'une plus grande justice sociale et d'une démocratie plus participative » à la suite de l'élection de dirigeants de gauche, bien que la fondation ait reconnu que ces élections « ne signifient pas toujours un glissement vers la gauche », mais qu'elles sont « le résultat d'une perte ostensible de prestige des partis de droite qui ont traditionnellement gouverné ».
Dans un article publié dans Americas Quarterly (en) après l'élection de Pedro Castillo en 2021, Paul J. Angelo et Will Freeman ont mis en garde contre le risque de voir les politiciens de gauche latino-américains adopter ce qu'ils appellent des « valeurs sociales régressives » et « pencher vers des positions traditionnellement conservatrices sur l'égalité des sexes, l'accès à l'avortement, les droits des LGBTQ, l'immigration et l'environnement ». Ils citent Castillo qui impute les féminicides au Pérou à l'« oisiveté » des hommes et critique ce qu'il appelle l'« idéologie du genre » enseignée dans les écoles péruviennes, ainsi que l'Équateur, gouverné par des dirigeants de gauche depuis près de vingt ans, qui possède l'une des lois anti-avortement les plus strictes au monde. En ce qui concerne l'immigration, ils ont mentionné la militarisation de la frontière sud du Mexique pour arrêter les caravanes de migrants d'Amérique centrale et la proposition de Castillo de donner 72 heures aux sans-papiers pour quitter le pays après son entrée en fonction, tandis qu'en matière d'environnement, ils ont cité le candidat présidentiel progressiste équatorien Andrés Arauz insistant sur le forage pétrolier en Amazonie, ainsi que le président bolivien Luis Arce autorisant les entreprises agroalimentaires à déforester sans aucun contrôle.

## Chefs d'État et de gouvernement

### Présidents
Galerie des présidents de gauche et de centre gauche élus en Amérique latine depuis 1999,,,,,,,,,,,,,
Les présidents de centre gauche sont marqués d'un * tandis que le Venezuela a connu une crise présidentielle de 2019 à 2023, indiqué par ‡.

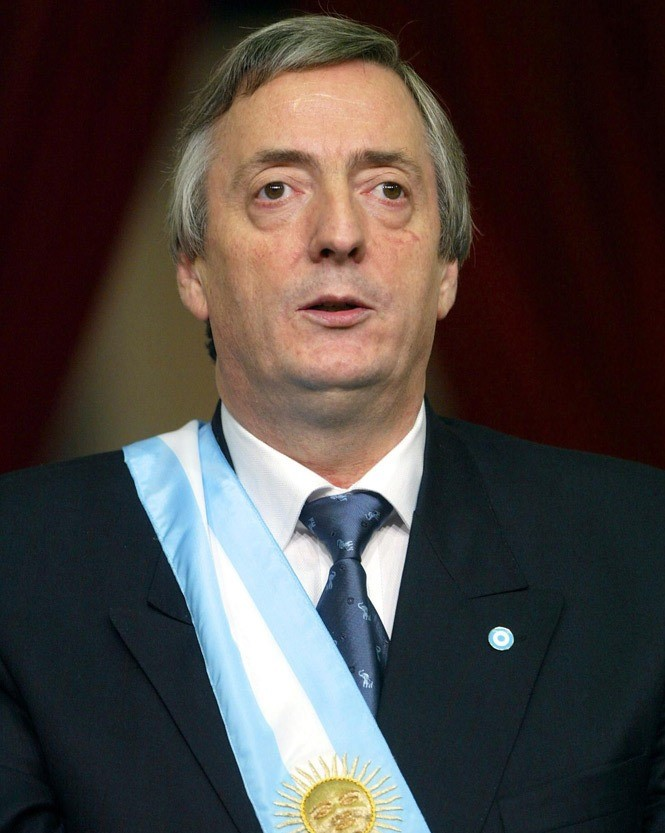
ARG Néstor Kirchner 2003–2007
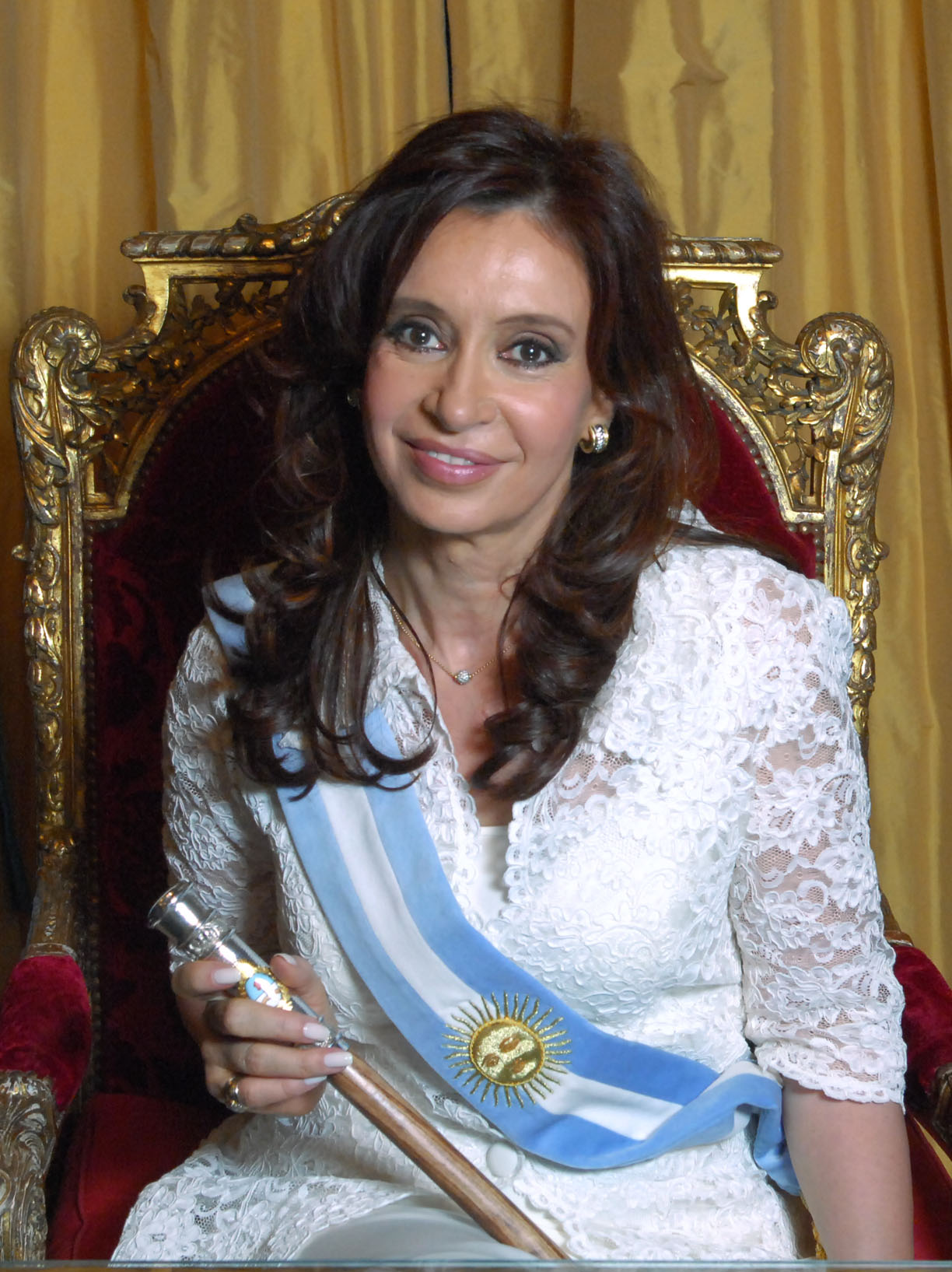
ARG Cristina Fernández de Kirchner 2007–2015
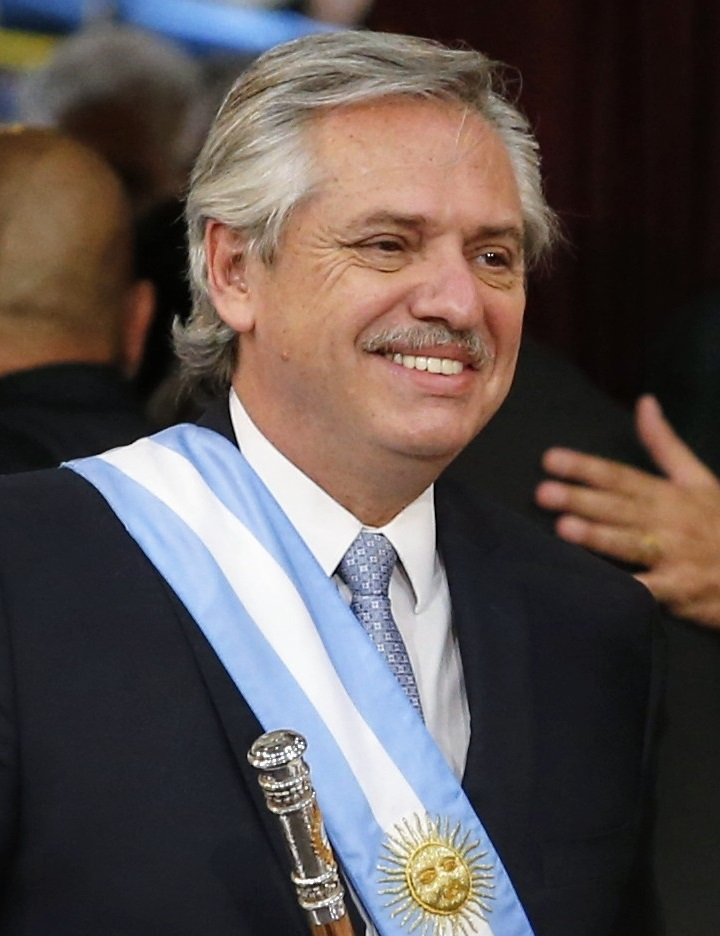
ARG Alberto Fernández* 2019–2023
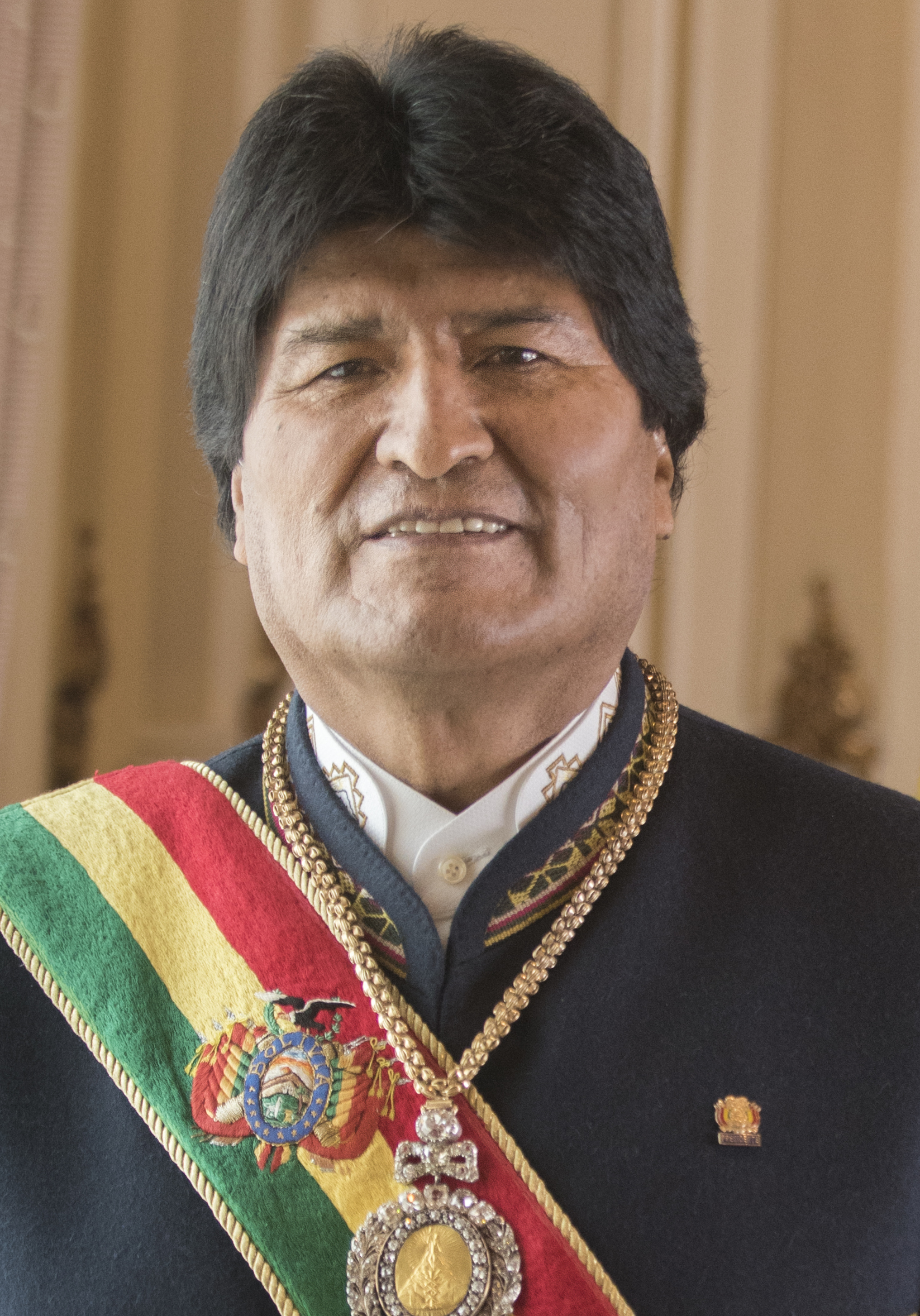
BOL Evo Morales, 2006–2019
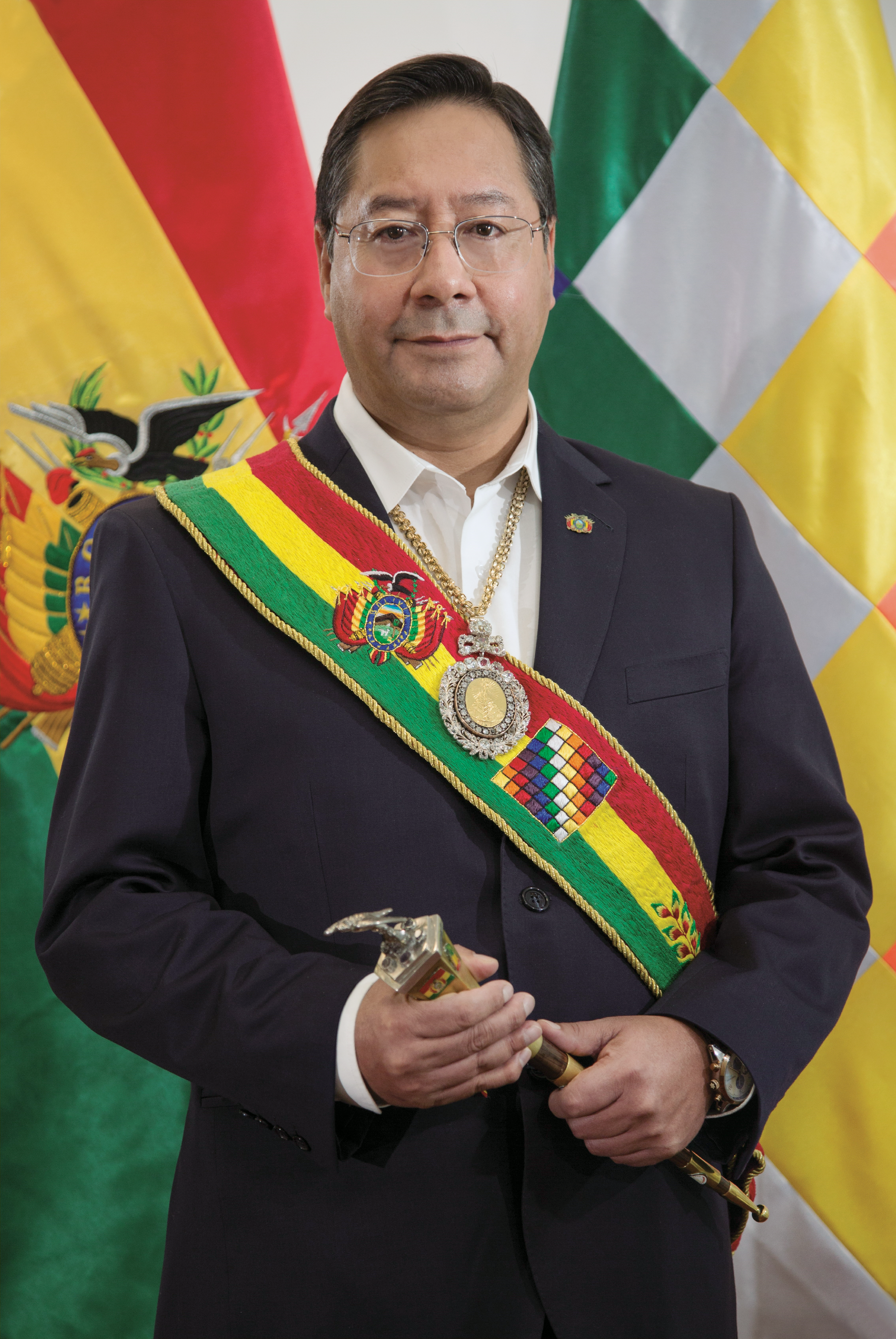
BOL Luis Arce depuis 2020
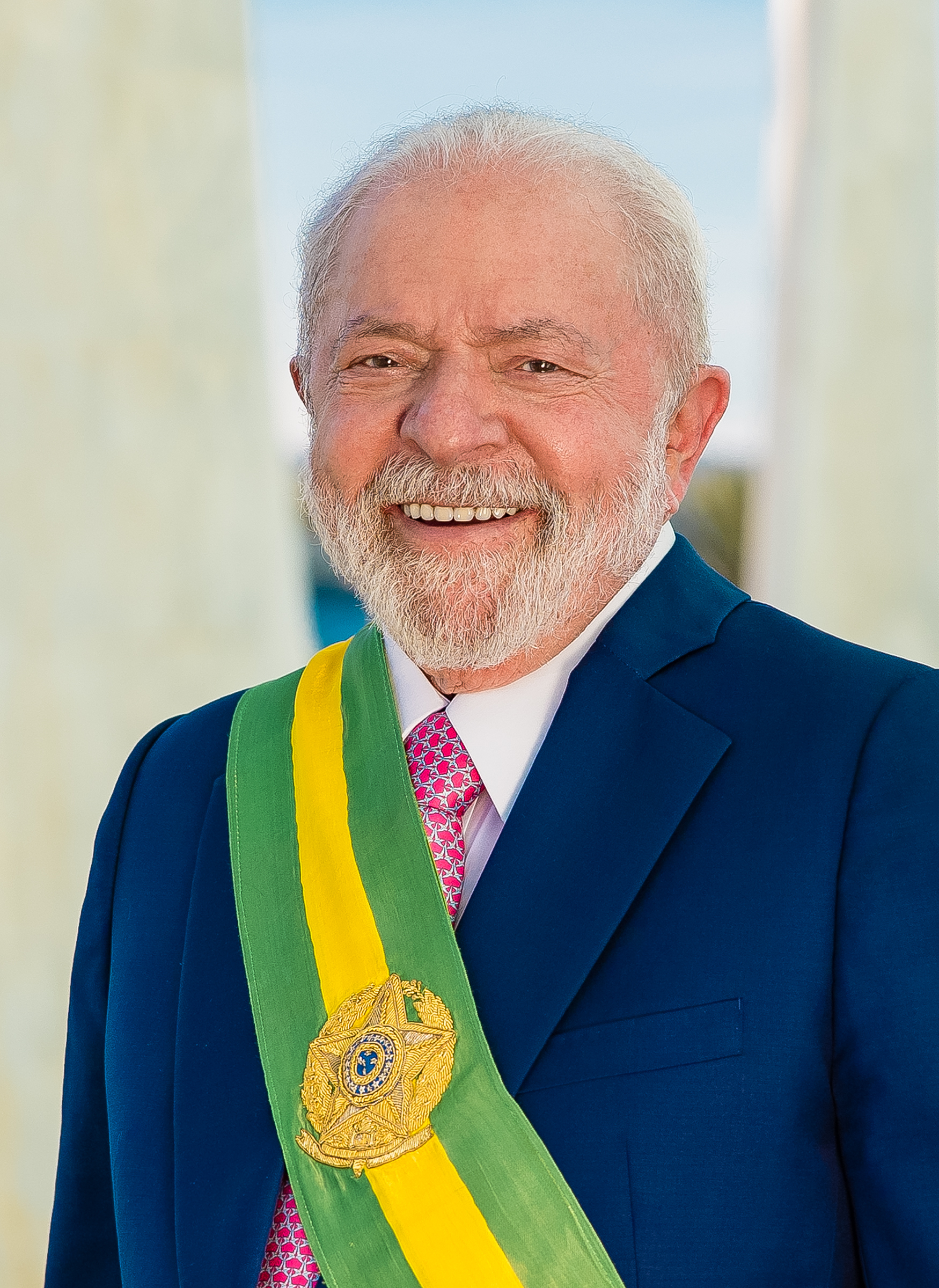
BRA Luiz Inácio Lula da Silva* 2003–2010 depuis 2023
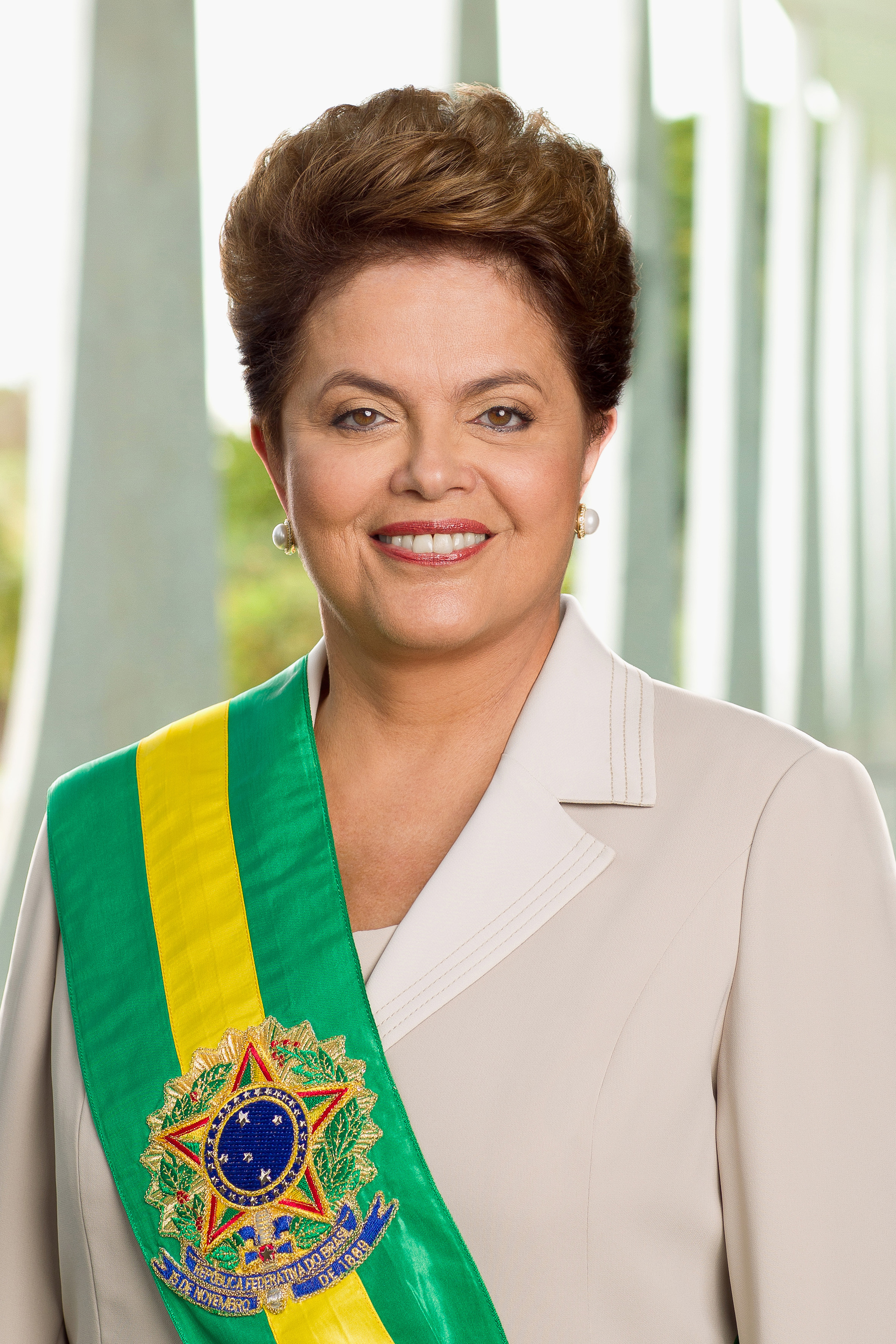
BRA Dilma Rousseff* 2011–2016
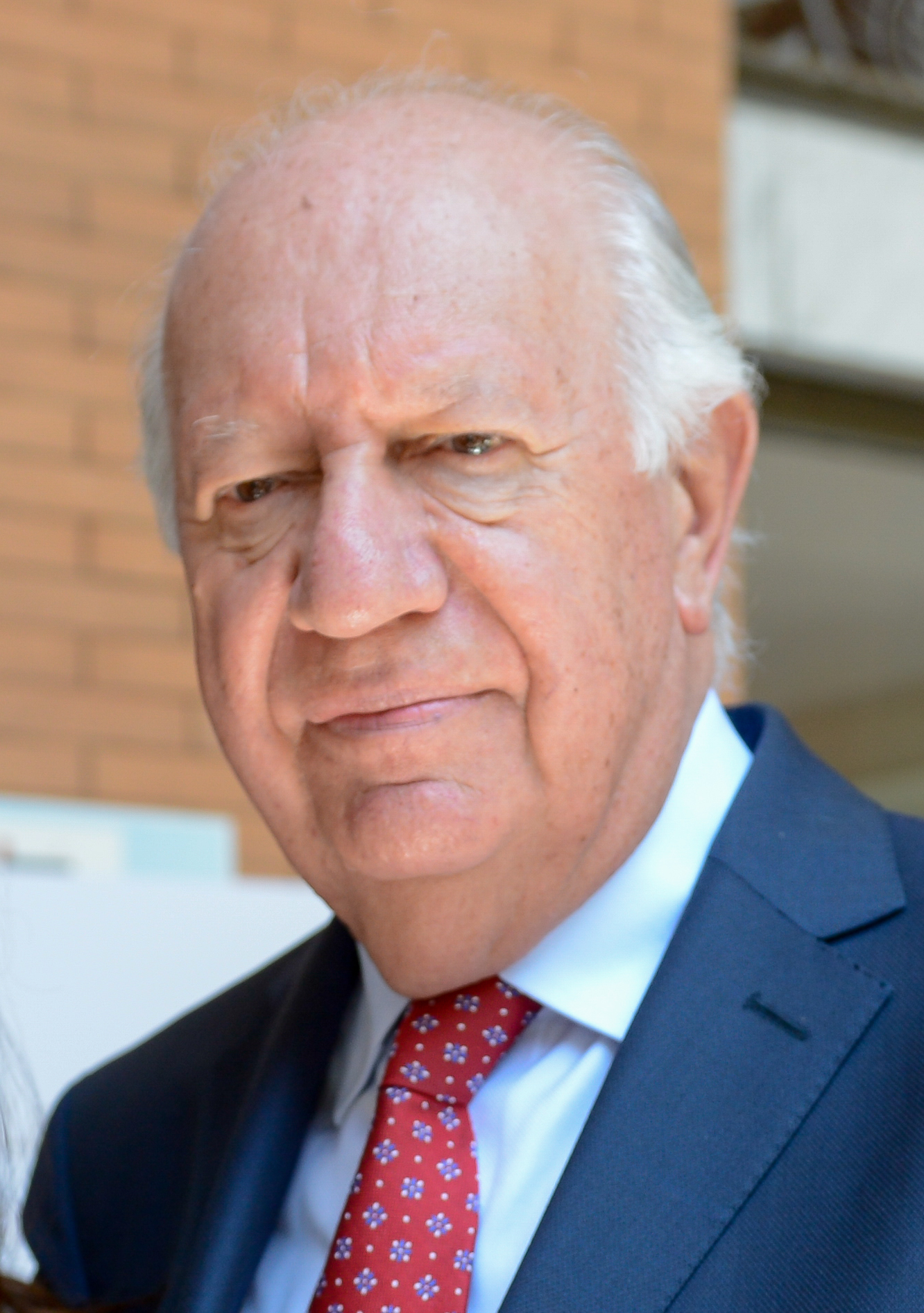
CHI Ricardo Lagos* 2000–2006
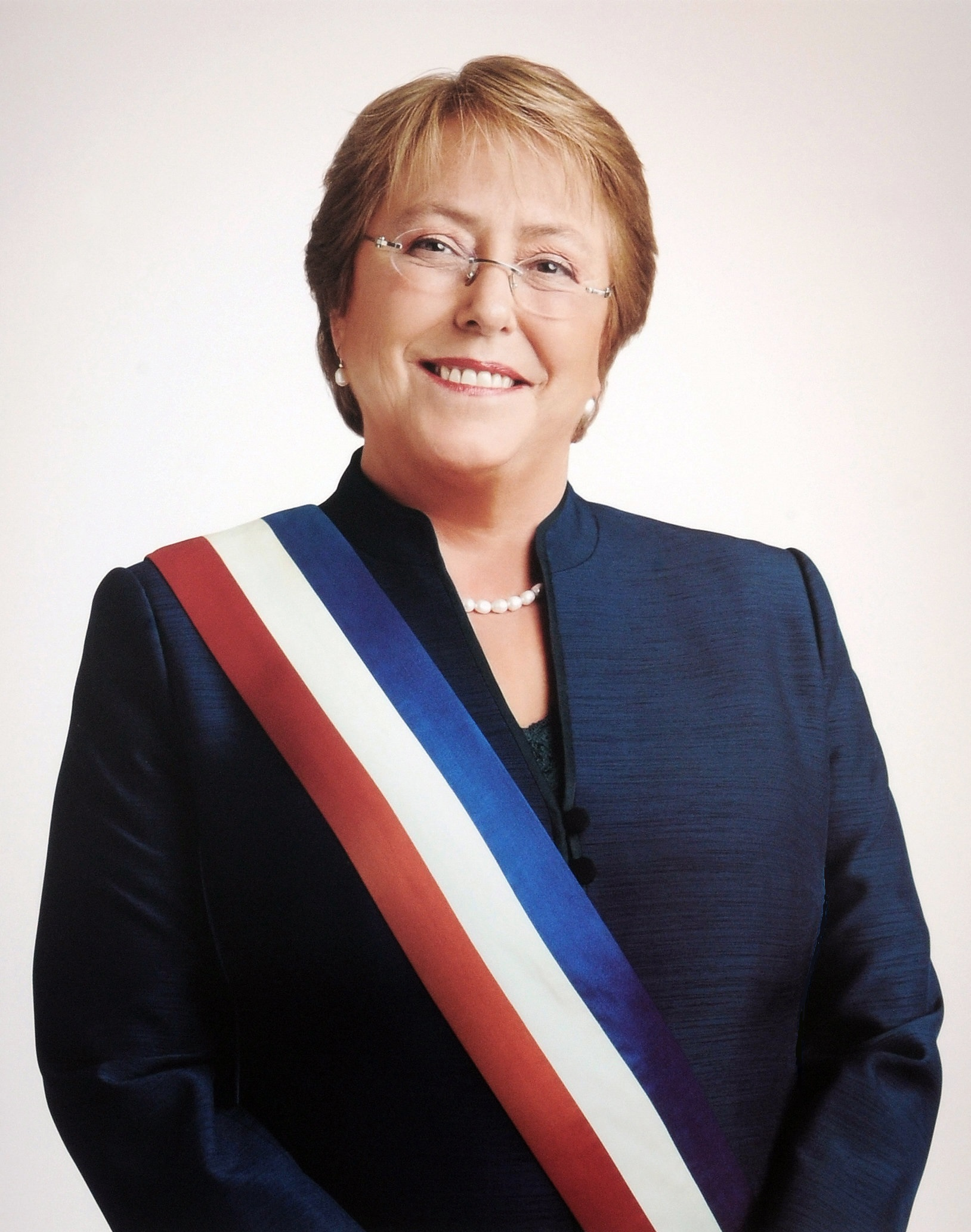
CHI Michelle Bachelet* 2006–2010 2014–2018
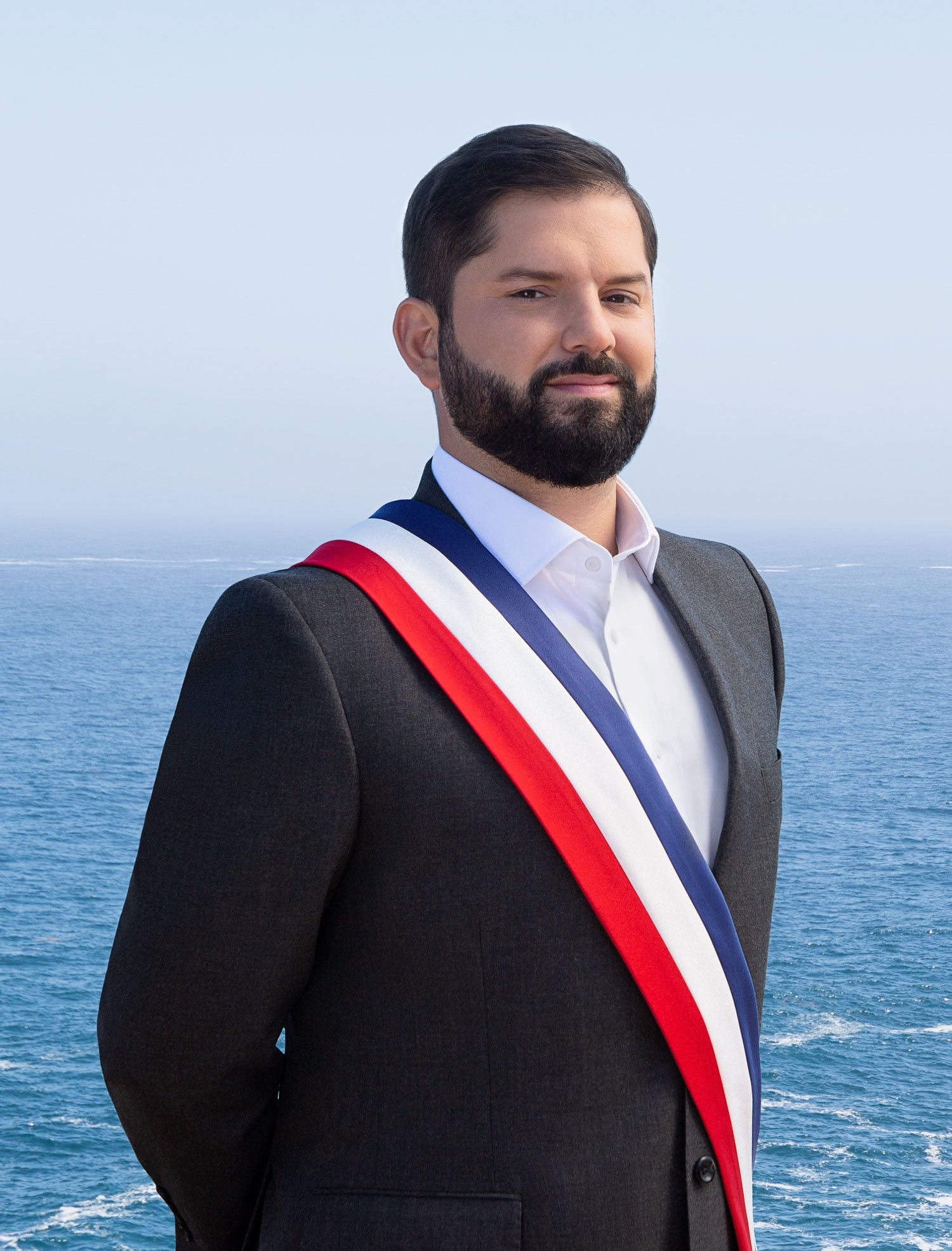
CHI Gabriel Boric depuis 2022
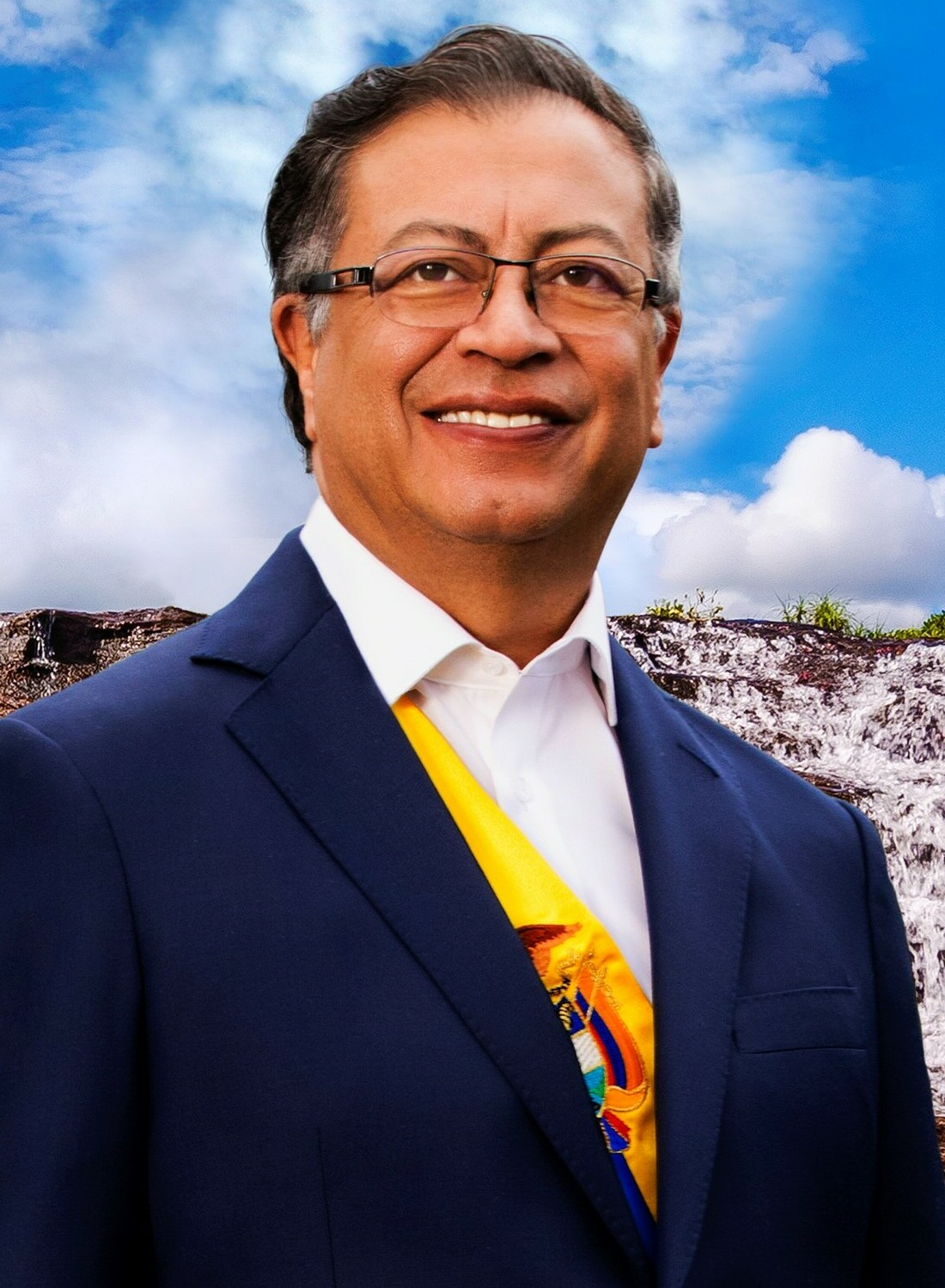
COL Gustavo Petro depuis 2022
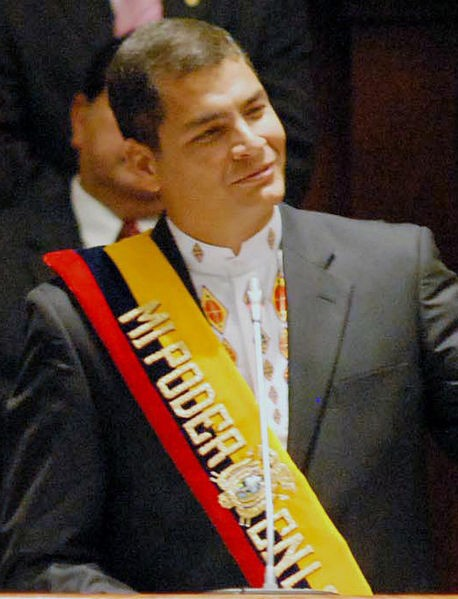
ECU Rafael Correa 2007–2017
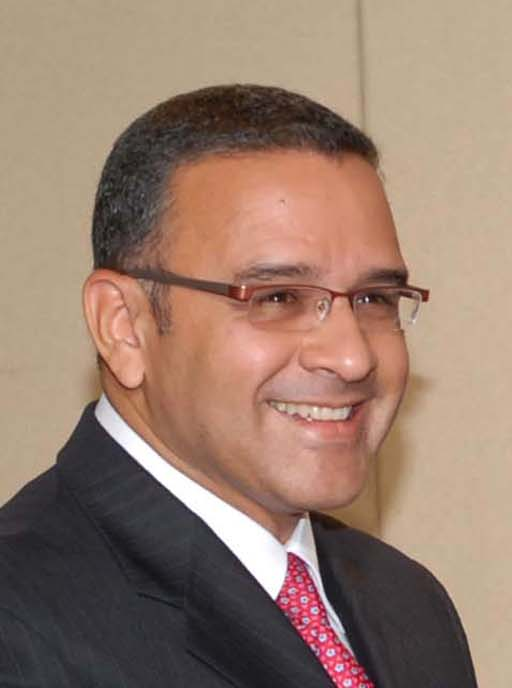
SLV Mauricio Funes* 2009–2014
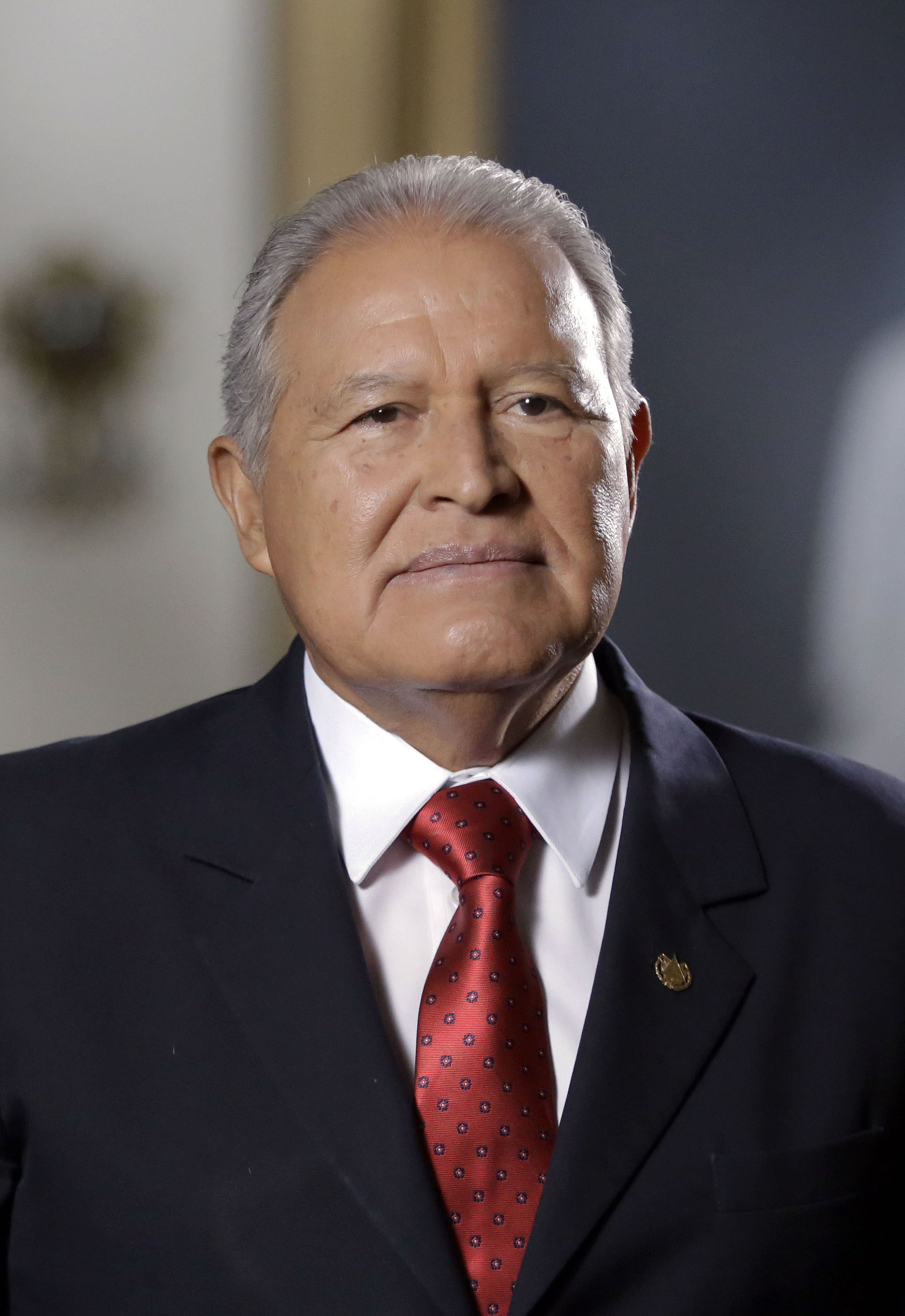
SLV Salvador Sánchez Cerén 2014–2019
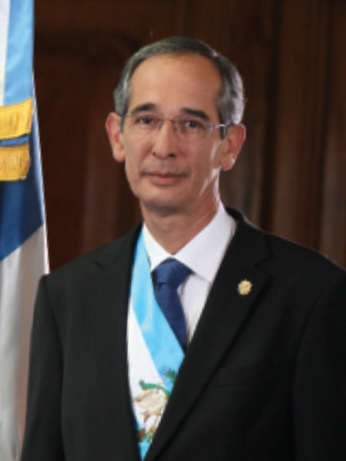
GUA Álvaro Colom* 2008–2012
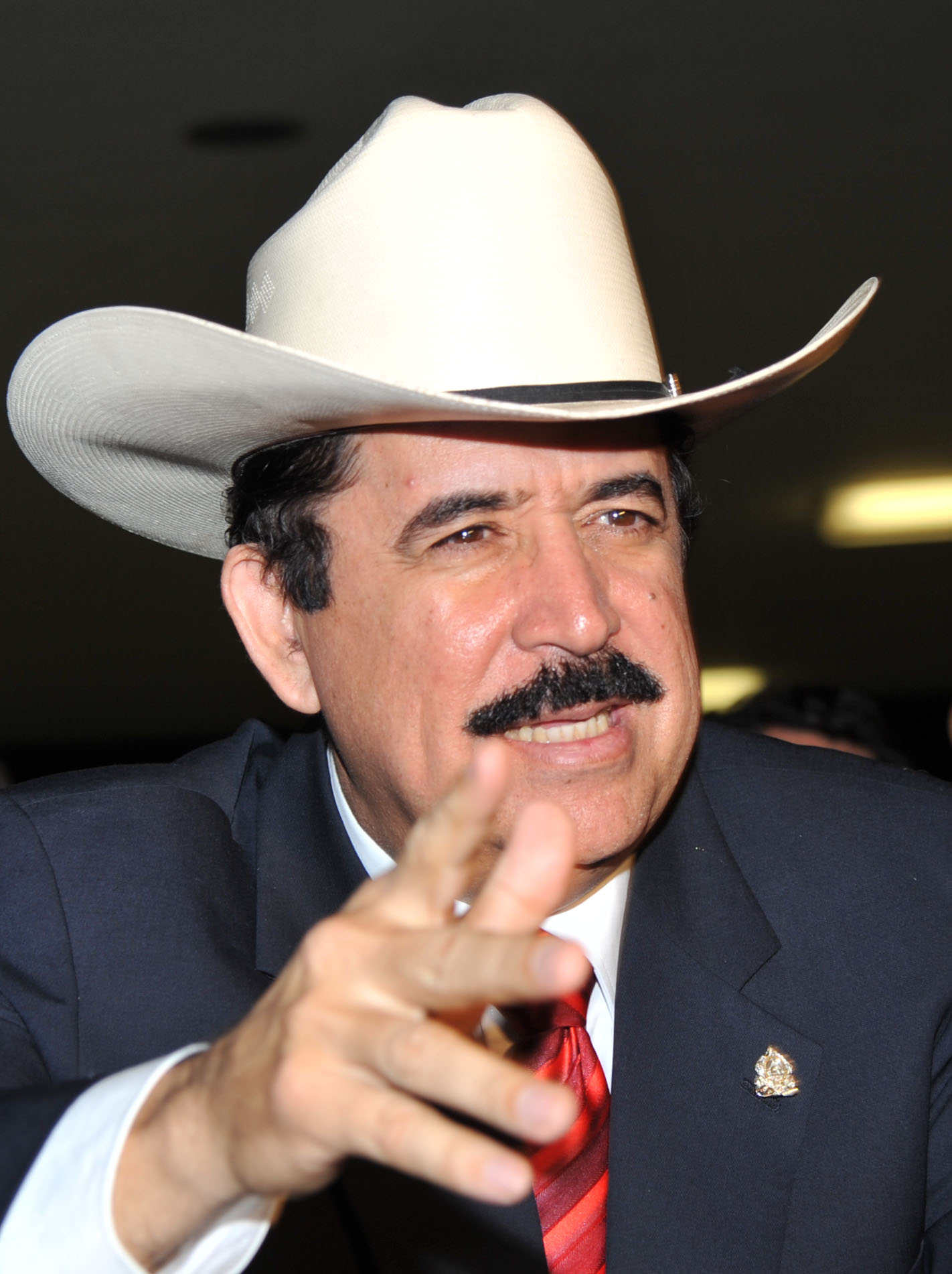
HON Manuel Zelaya 2006–2009
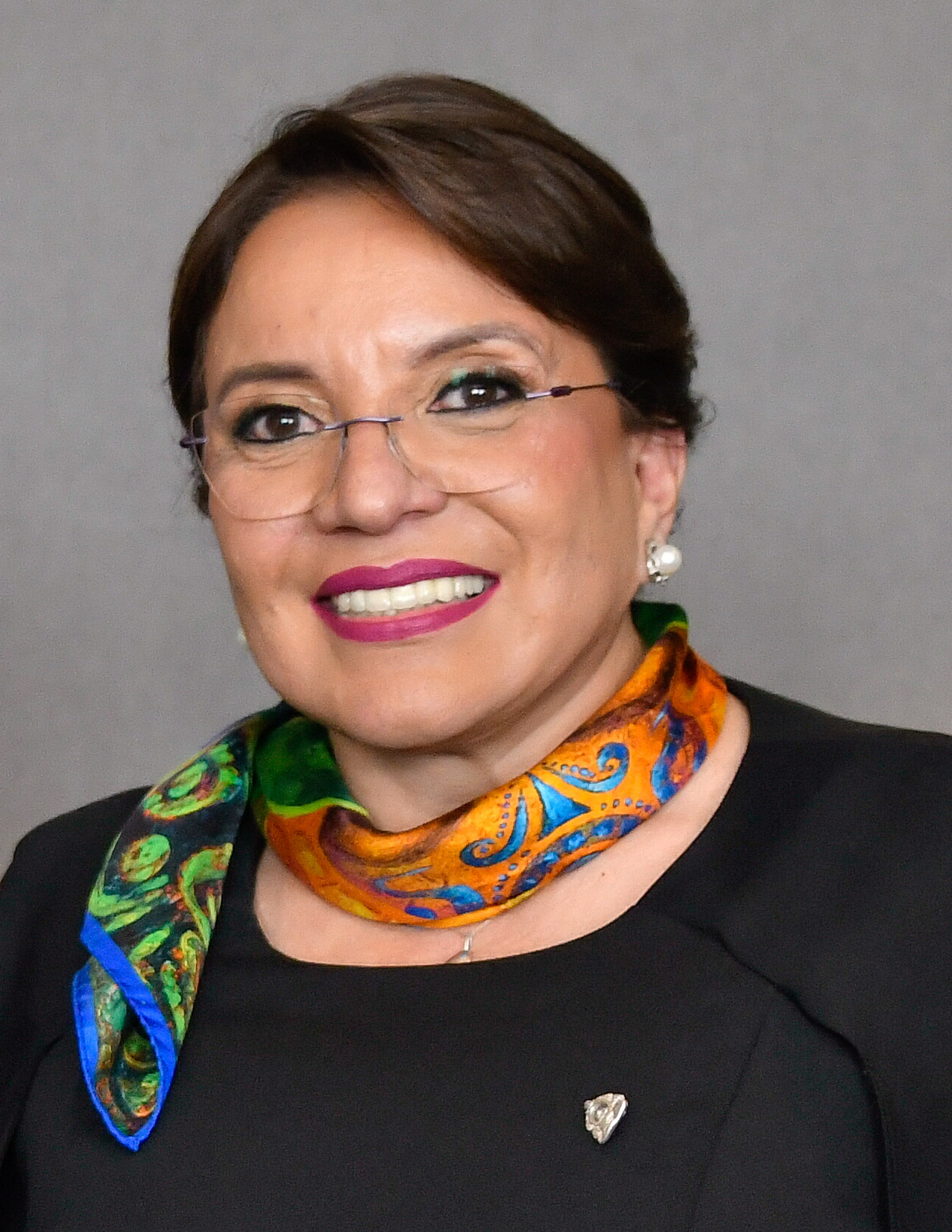
HON Xiomara Castro depuis 2022
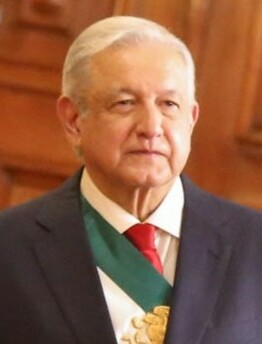
MEX Andrés Manuel López Obrador* depuis 2018
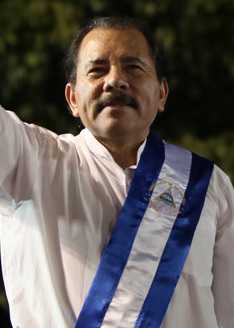
NIC Daniel Ortega depuis 2007
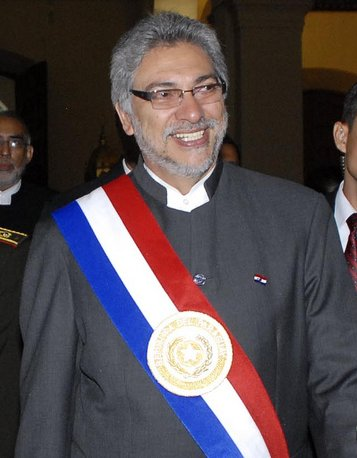
PAR Fernando Lugo* 2008–2012
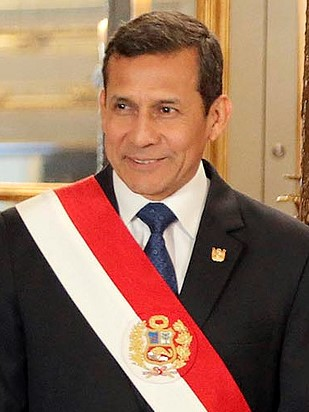
PER Ollanta Humala* 2011–2016
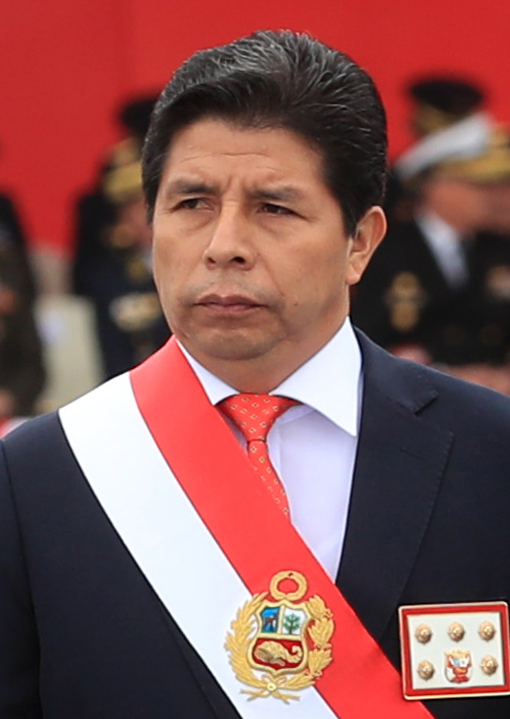
PER Pedro Castillo 2021–2022
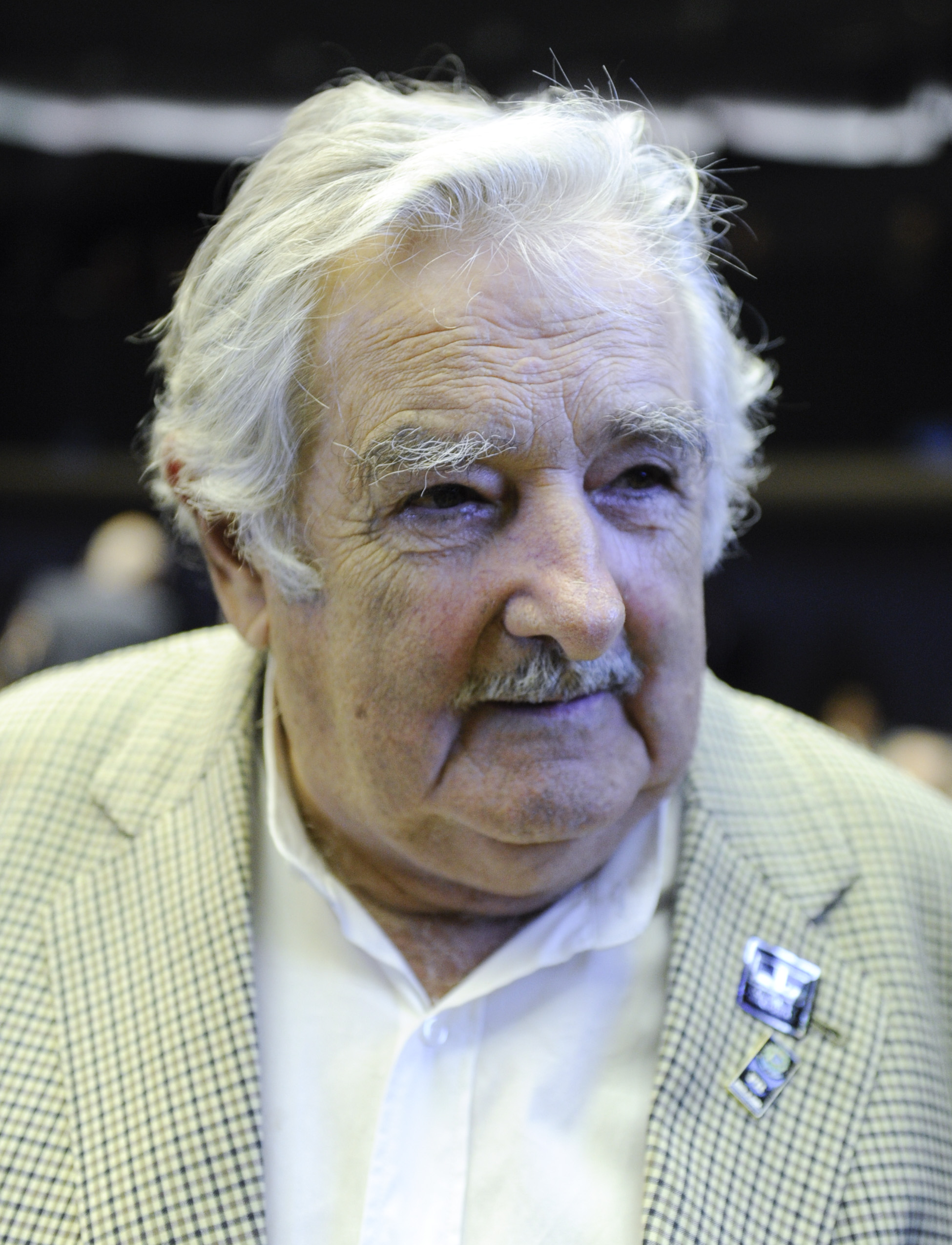
URU José Mujica* 2010–2015
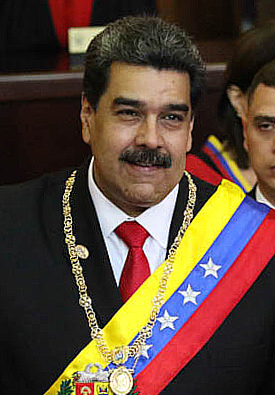
VEN Nicolás Maduro ‡ depuis 2013

- Argentine
Néstor Kirchner
2003–2007
- Argentine
Cristina Fernández de Kirchner
2007–2015
- Argentine
Alberto Fernández*
2019–2023
- Bolivie
Evo Morales[132],[122]
2006–2019
- Bolivie
Luis Arce
depuis 2020
- Brésil
Luiz Inácio Lula da Silva*
2003–2010
depuis 2023
- Brésil
Dilma Rousseff*
2011–2016
- Chili
Ricardo Lagos*
2000–2006
- Chili
Michelle Bachelet*
2006–2010
2014–2018
- Chili
Gabriel Boric
depuis 2022
- Colombie
Gustavo Petro 
depuis 2022
- Équateur
Rafael Correa 
2007–2017
- Salvador
Mauricio Funes*
2009–2014
- Salvador
Salvador Sánchez Cerén 
2014–2019
- Guatemala
Álvaro Colom*
2008–2012
- Honduras
Manuel Zelaya
2006–2009
- Honduras
Xiomara Castro
depuis 2022
- Mexique
Andrés Manuel López Obrador*
depuis 2018
- Nicaragua
Daniel Ortega
depuis 2007
- Paraguay
Fernando Lugo*
2008–2012
- Pérou
Ollanta Humala*
2011–2016
- Pérou
Pedro Castillo 
2021–2022
- Uruguay
José Mujica*
2010–2015
- Venezuela
Nicolás Maduro ‡
depuis 2013

### Appartenance à la marée rose contestée
Les présidents, premiers ministres et autres chefs de gouvernement de gauche et de centre gauche suivants sont parfois exclus de la marée rose, soit parce que les pays qu'ils dirigent se trouvent dans la région plus large de l'Amérique latine et des Caraïbes mais ne font pas techniquement partie de l'Amérique latine, soit parce que les dirigeants en question ne correspondent pas nécessairement à la définition de la marée rose,,,

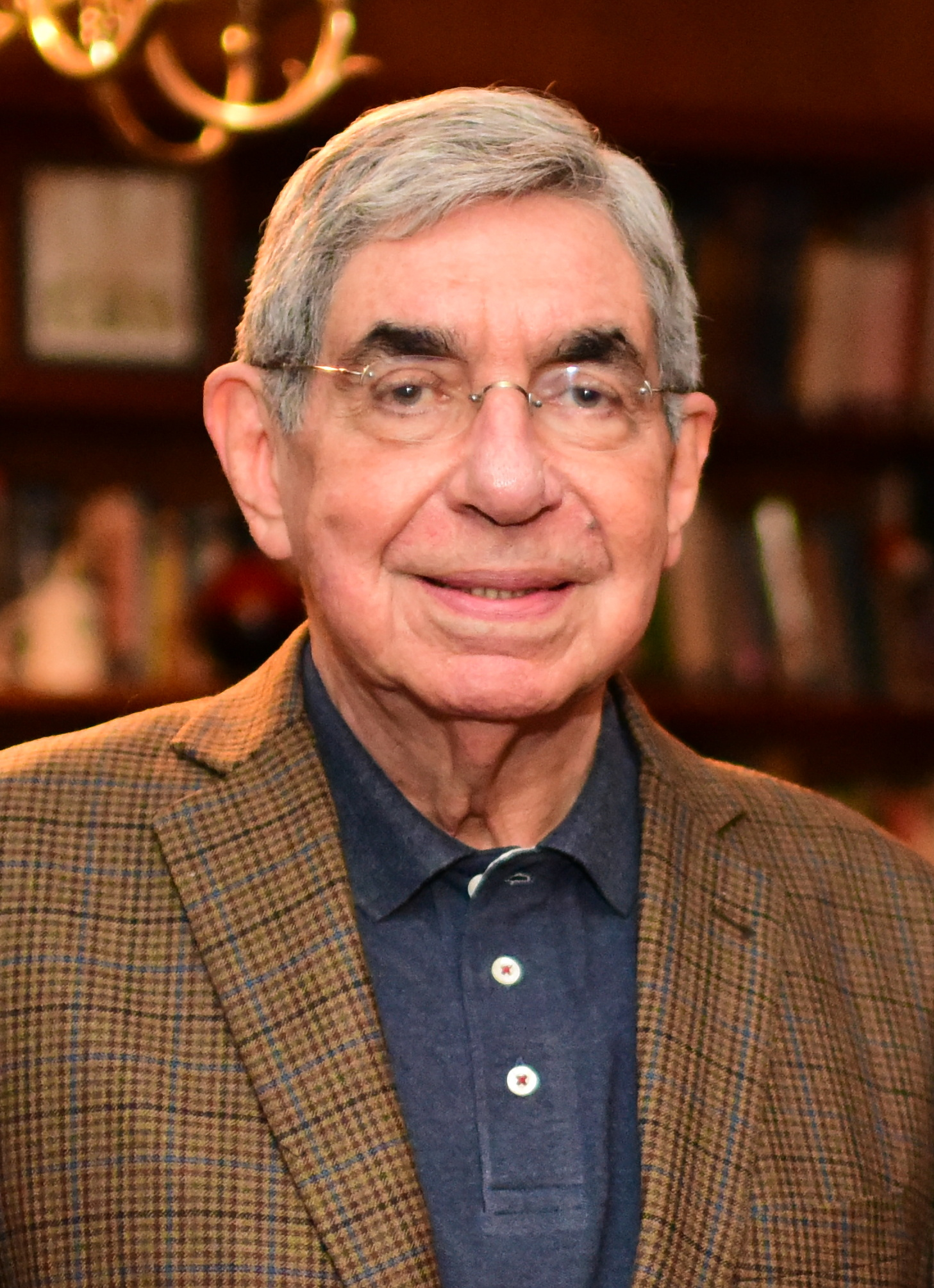
CRI Óscar Arias* 2006–2010
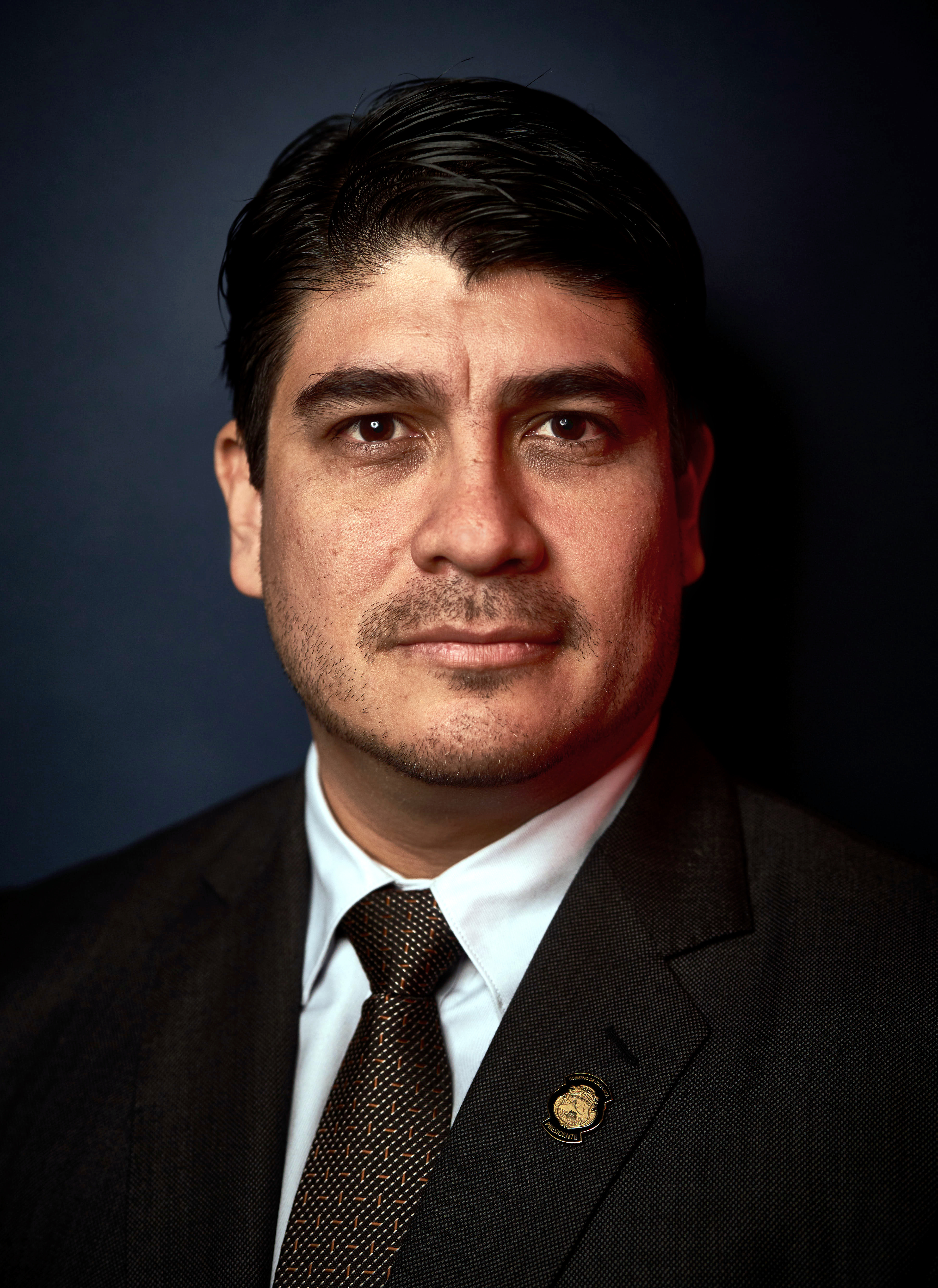
CRI Carlos Alvarado Quesada* 2018–2022
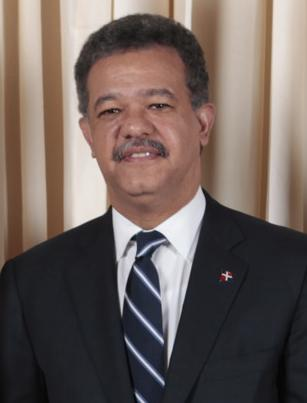
DOM Leonel Fernández* 2004–2012
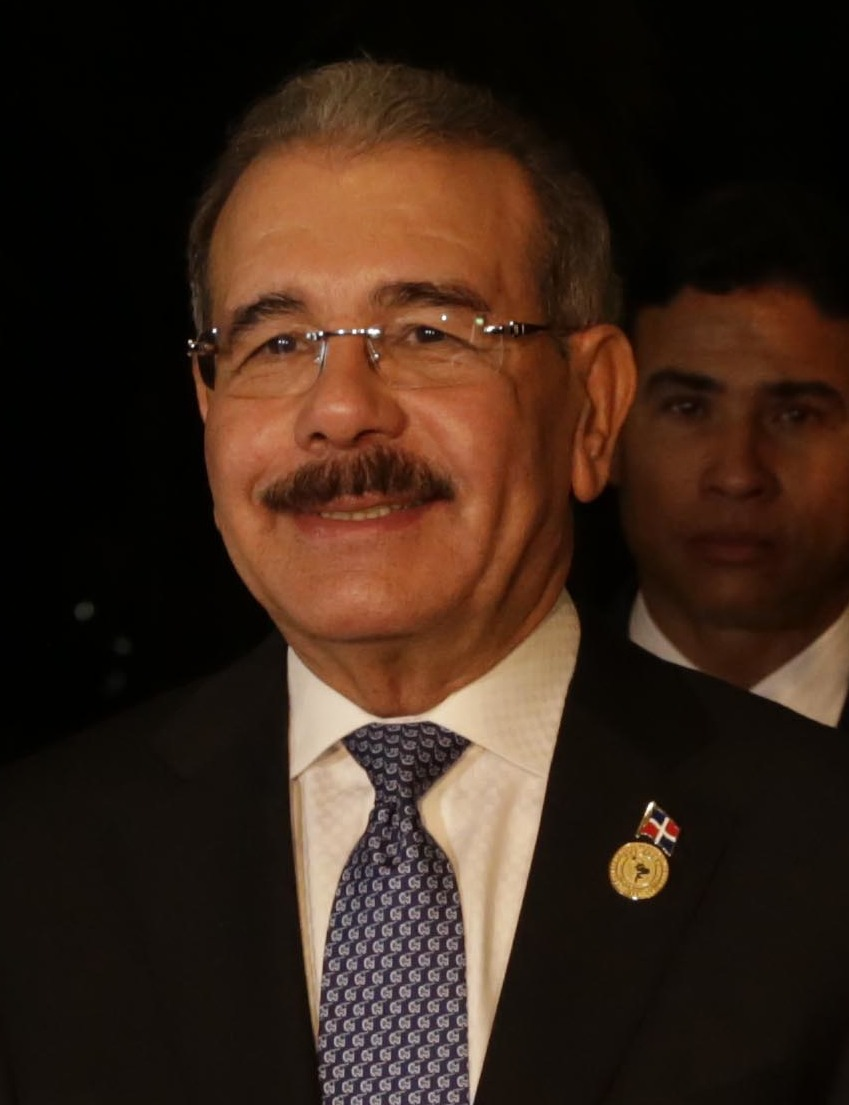
DOM Danilo Medina* 2012–2020
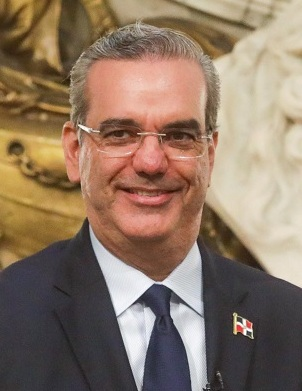
DOM Luis Abinader* 2020–present
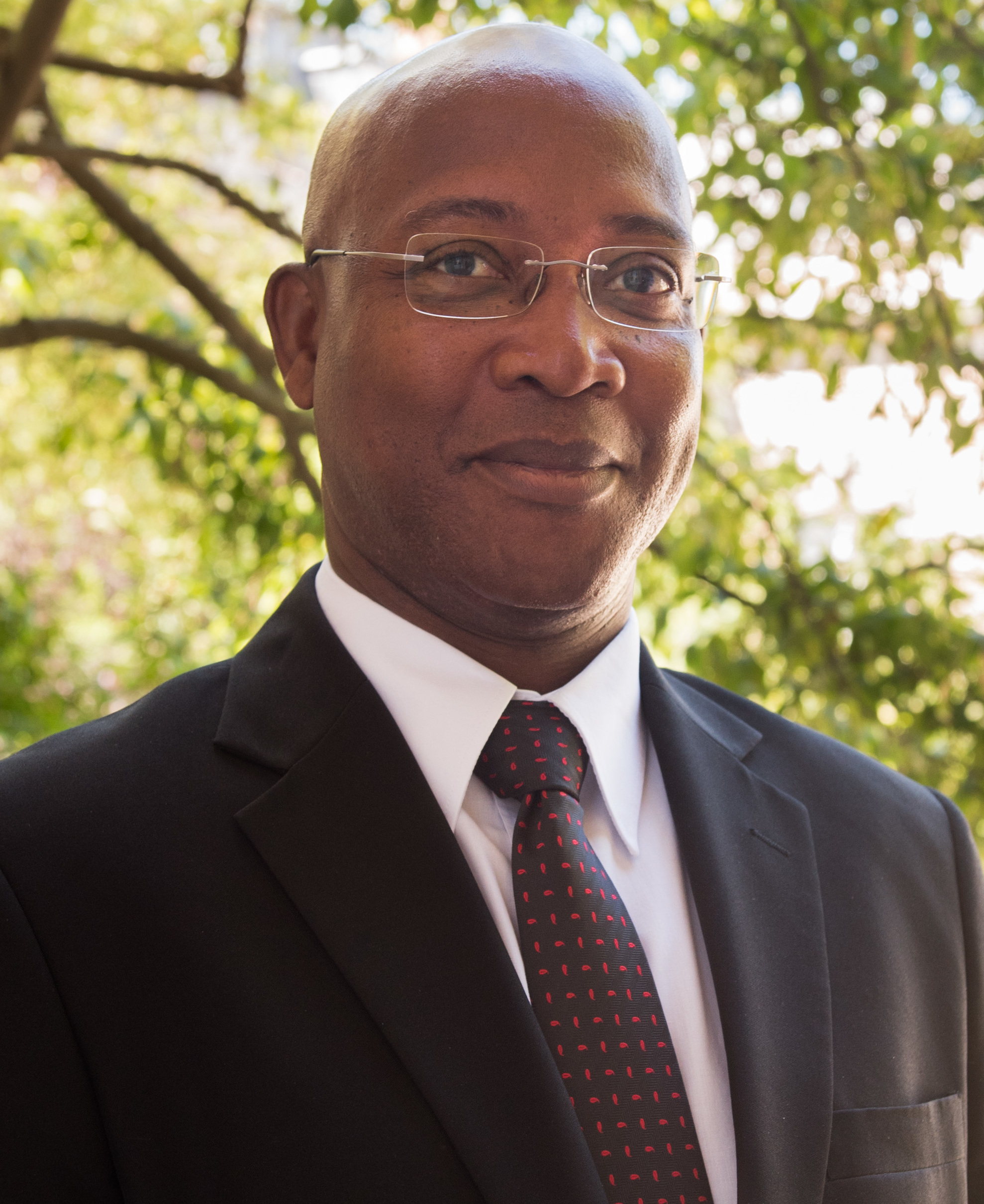
GUF Gabriel Serville depuis 2021
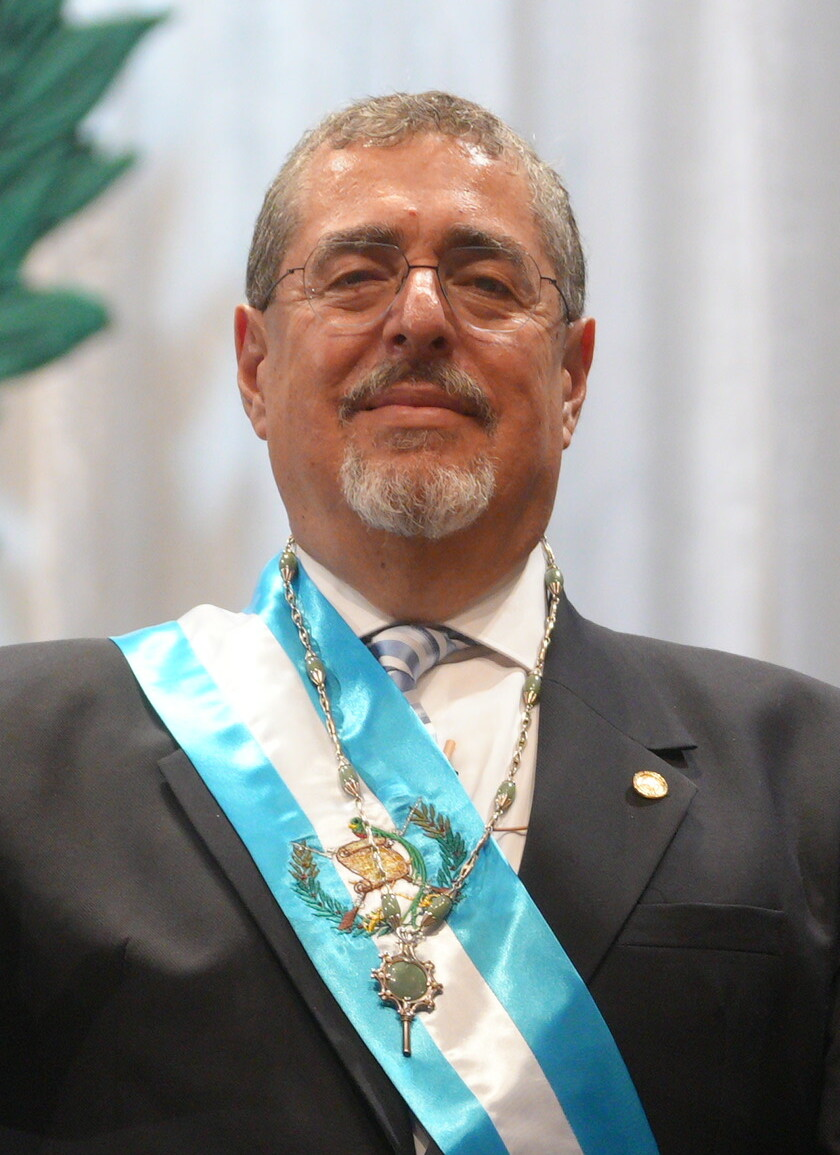
GUA Bernardo Arévalo* depuis 2024
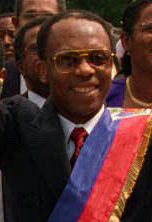
HTI Jean-Bertrand Aristide 2001–2004
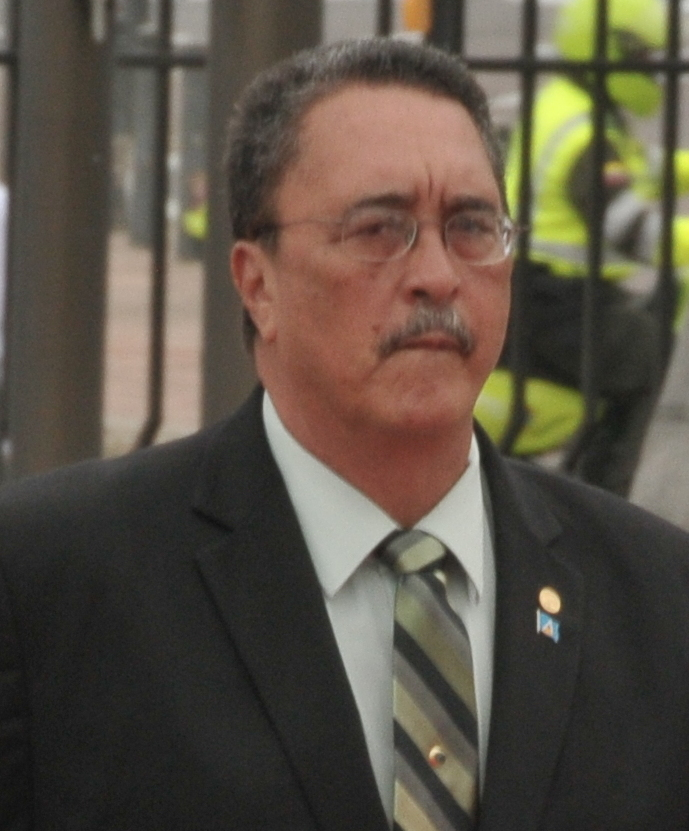
LCA Kenny Anthony 2011–2016
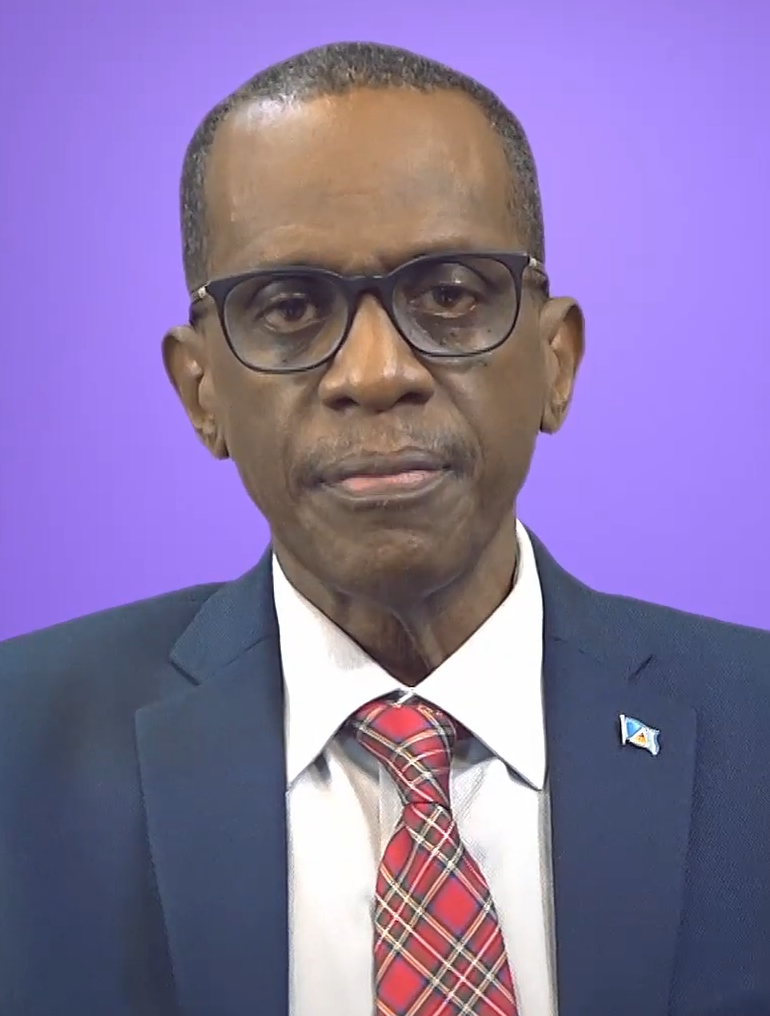
LCA Philip Pierre depuis 2021
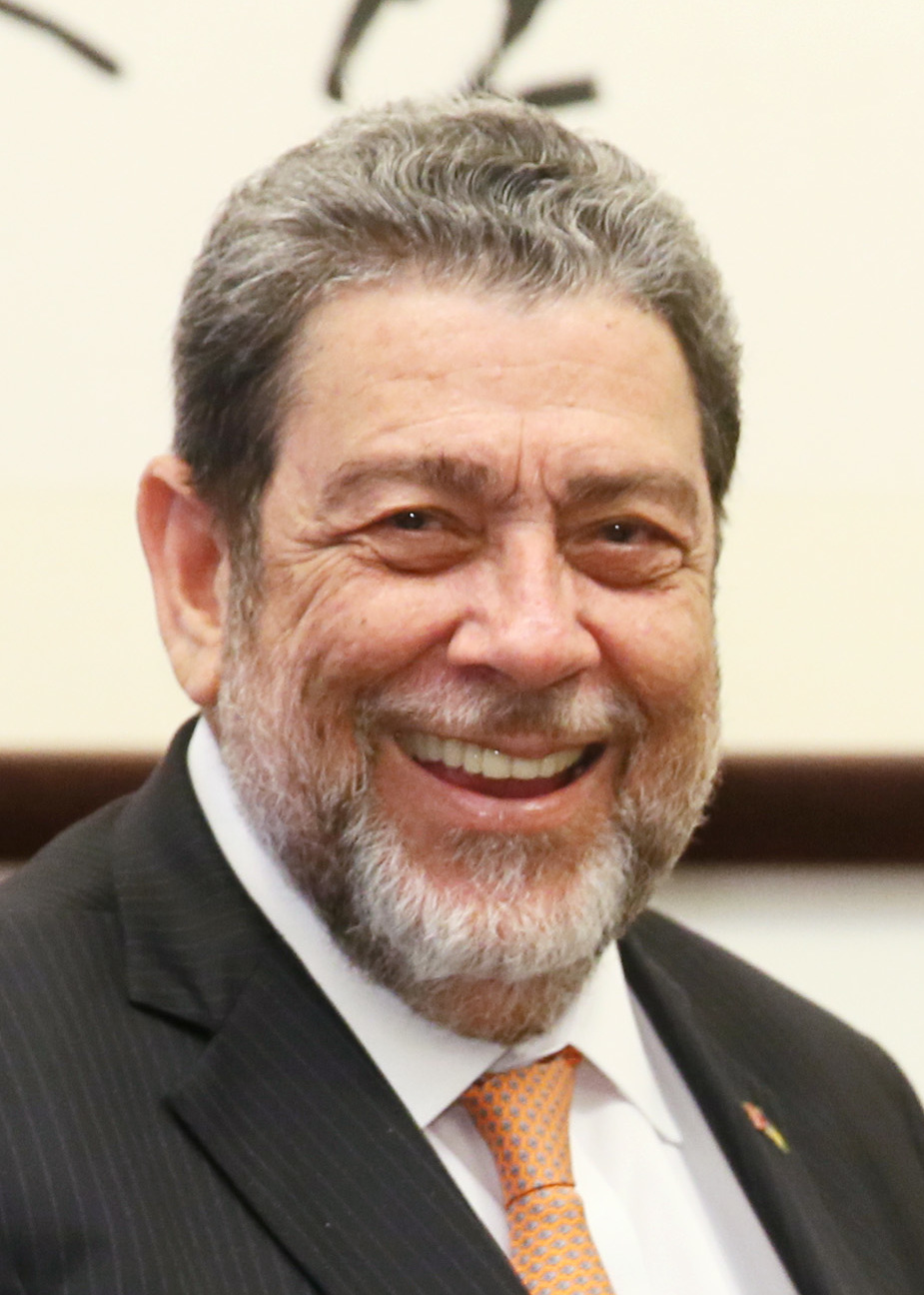
VCT Ralph Gonsalves depuis 2001

- Costa Rica
Óscar Arias*
2006–2010
- Costa Rica
Carlos Alvarado Quesada*
2018–2022
- République dominicaine
Leonel Fernández*
2004–2012
- République dominicaine
Danilo Medina*
2012–2020
- République dominicaine
Luis Abinader*
2020–present
- Guyane
Gabriel Serville
depuis 2021
- Guatemala
Bernardo Arévalo*
depuis 2024
- Haïti
Jean-Bertrand Aristide
2001–2004
- Sainte-Lucie
Kenny Anthony
2011–2016
- Sainte-Lucie
Philip Pierre
depuis 2021
- Saint-Vincent-et-les-Grenadines
Ralph Gonsalves
depuis 2001